# جیمز مونرو
جیمز مونرو (به انگلیسی: James Monroe) (زاده ۲۸ آوریل ۱۷۵۸ – درگذشته ۴ ژوئیه ۱۸۳۱) پنجمین رئیس‌جمهور ایالات متحده آمریکا است که بین سال‌های ۱۸۱۷ تا ۱۸۲۵ رئیس‌جمهور ایالات متحده آمریکا بود و چهارمین نفر از ویرجینیا است که به این سمت رسیده است. این دوران هم‌زمان با ۱۱۹۵ تا ۱۲۰۳ خورشیدی و سال‌های میانی سلطنت فتحعلی شاه قاجار است.

## سنین جوانی و تحصیل
جیمز مونرو در ۲۸ آوریل ۱۷۵۸ در خانه والدینش در منطقه‌ای جنگلی در شهرستان وستمورلند در مستعمره ویرجینیا در خانواده (اندرو) اسپنس مونرو و الیزابت جونز به دنیا آمد. سایت علامت‌گذاری‌شده یک مایل (۱٫۶ کیلومتر) از جامعه ثبت‌نشده که امروزه به‌عنوان تالار مونرو، ویرجینیا شناخته می‌شود، فاصله دارد. سایت خانه خانواده جیمز مونرو در سال ۱۹۷۹ در فهرست ملی مکان‌های تاریخی ثبت شد. او یک خواهر به نام الیزابت و سه برادر کوچکتر به نام‌های اسپنس، اندرو و جوزف جونز داشت. پدر مونرو به عنوان یک صنعت‌گر کار می‌کرد و یک میهن‌پرست بود که در اعتراضات علیه قانون تمبر شرکت داشت. مادر او دختر یک مهاجر ولزی بود که خانواده‌اش یکی از ثروتمندترین افراد در شهرستان کینگ جورج بودند.

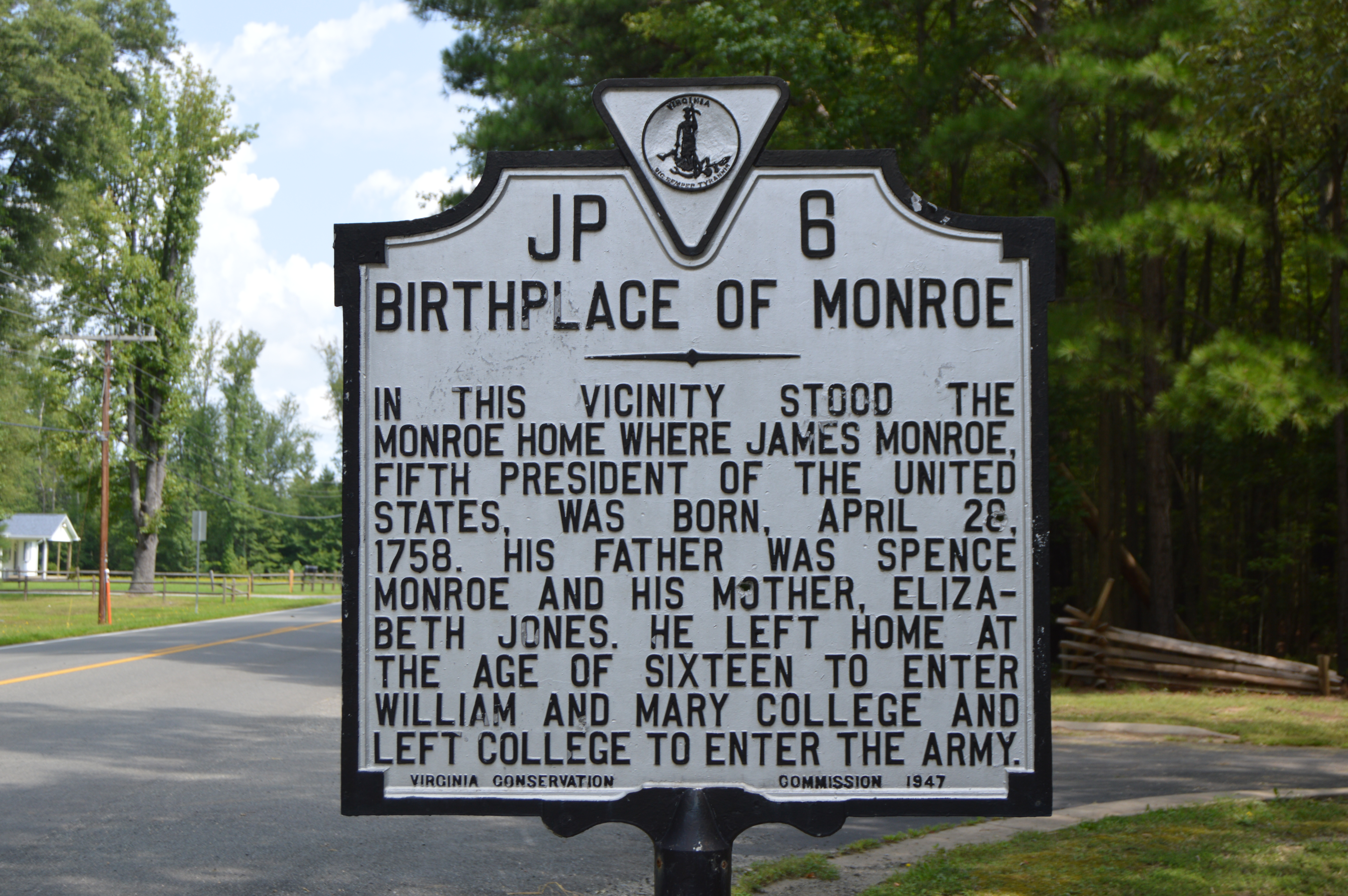
نشانگر تعیین محل زادگاه جیمز مونرو در مونرو هال، ویرجینیا

پدربزرگ پدربزرگ او، پاتریک اندرو مونرو، در اواسط قرن هفدهم به عنوان یک سلطنت‌طلب پس از شکست چارلز اول در جنگ داخلی انگلیس، از اسکاتلند به آمریکا مهاجرت کرد و بخشی از یک قبیلهٔ اسکاتلندی باستانی معروف به قبیله مونرو بود. در سال ۱۶۵۰، او زمین بزرگی را در شهر واشینگتن، شهرستان وستمورلند، ویرجینیا به ثبت رساند. همچنین در میان نیاکان جیمز مونرو، مهاجران اوگنو فرانسوی بودند که در سال ۱۷۰۰ به ویرجینیا آمدند.
در سن ۱۱ سالگی، مونرو در آکادمی کمبل تاون، تنها مدرسه در شهرستان ثبت نام کرد. این مدرسه بهترین مدرسه در مستعمره ویرجینیا در نظر گرفته شد، به همین دلیل است که مونرو بعدها توانست بلافاصله دوره‌های پیشرفته لاتین و ریاضی را در کالج ویلیام اند مری بگذراند. او تنها ۱۱ هفته در سال در این مدرسه تحصیل می‌کرد، زیرا نیروی کار او در مزرعه مورد نیاز بود. در هنگام این مدت، مونرو با یک همکلاسی قدیمی‌تر، جان مارشال، رئیس دادگاه عالی آینده، دوستی برقرار کرد. در سال ۱۷۷۲، مادر مونرو پس از به دنیا آوردن کوچک‌ترین فرزندش درگذشت و پدرش نیز به زودی از دنیا رفت و او را به عنوان پسر ارشد مسئول خانواده گذاشت. اگرچه مونرو ۱۶ ساله دارایی از جمله بردگان را از هر دو والدینش به ارث برده بود، اما مجبور شد برای همیاری از برادران کوچکترش از مدرسه کناره‌گیری کند. عموی بدون فرزند او، جوزف جونز، پدر جانشین مونرو و خواهر و برادرش شد و بدهی‌های برادر شوهرش را پرداخت. جونز که یکی از اعضای خانه برگزس ویرجینیا بود، مونرو را به پایتخت ویلیامزبرگ، ویرجینیا برد و در ژوئن ۱۷۷۴ در کالج ویلیام اند مری ثبت نام کرد.
در طول این مرحله از انقلاب آمریکا، مخالفت با دولت بریتانیا در سیزده مستعمره در واکنش به «مصوبه‌های تحمل‌ناپذیر»، مجموعه ای از قوانین سخت علیه مستعمره‌ها در پاسخ به مهمانی چای بوستون، افزایش یافت. در ویلیامزبرگ، فرماندار بریتانیا، جان موری، چهارمین ارل دانمور، پس از اعتراض نمایندگان، مجمع را منحل کرد، و سپس آنها تصمیم گرفتند هیئتی را به نخستین کنگره قاره‌ای در فیلادلفیا بفرستند. دانمور می‌خواست از غیبت بورگس‌ها که در ریچموند گردهم آمده بودند و سربازان نیروی دریایی سلطنتی سلاح‌های شبه‌نظامیان ویرجینیا را مصادره کنند، استفاده کند، که باعث نگرانی شبه‌نظامیان و دانشجویان کالج ویلیام اند مری، از جمله مونرو شد. آنها به سمت کاخ فرماندار راهپیمایی کردند و از دانمور خواستند باروت مصادره شده را پس بدهد. هنگامی که شبه نظامیان بیشتری تحت رهبری پاتریک هنری به ویلیامزبرگ رسیدند، دانمور موافقت کرد که برای کالاهای مصادره شده غرامت بپردازد. مونرو و سایر دانشجویانش از کارهای فرماندار چنان خشمگین شدند که پس از آن تمرینات نظامی روزانه را در محوطه دانشگاه انجام دادند. در ۲۴ ژوئن ۱۷۷۵، مونرو و ۲۴ شبه نظامی به کاخ فرماندار یورش بردند و صدها تفنگ و شمشیر را به اسارت گرفتند.

## خدمت‌های جنگ انقلابی

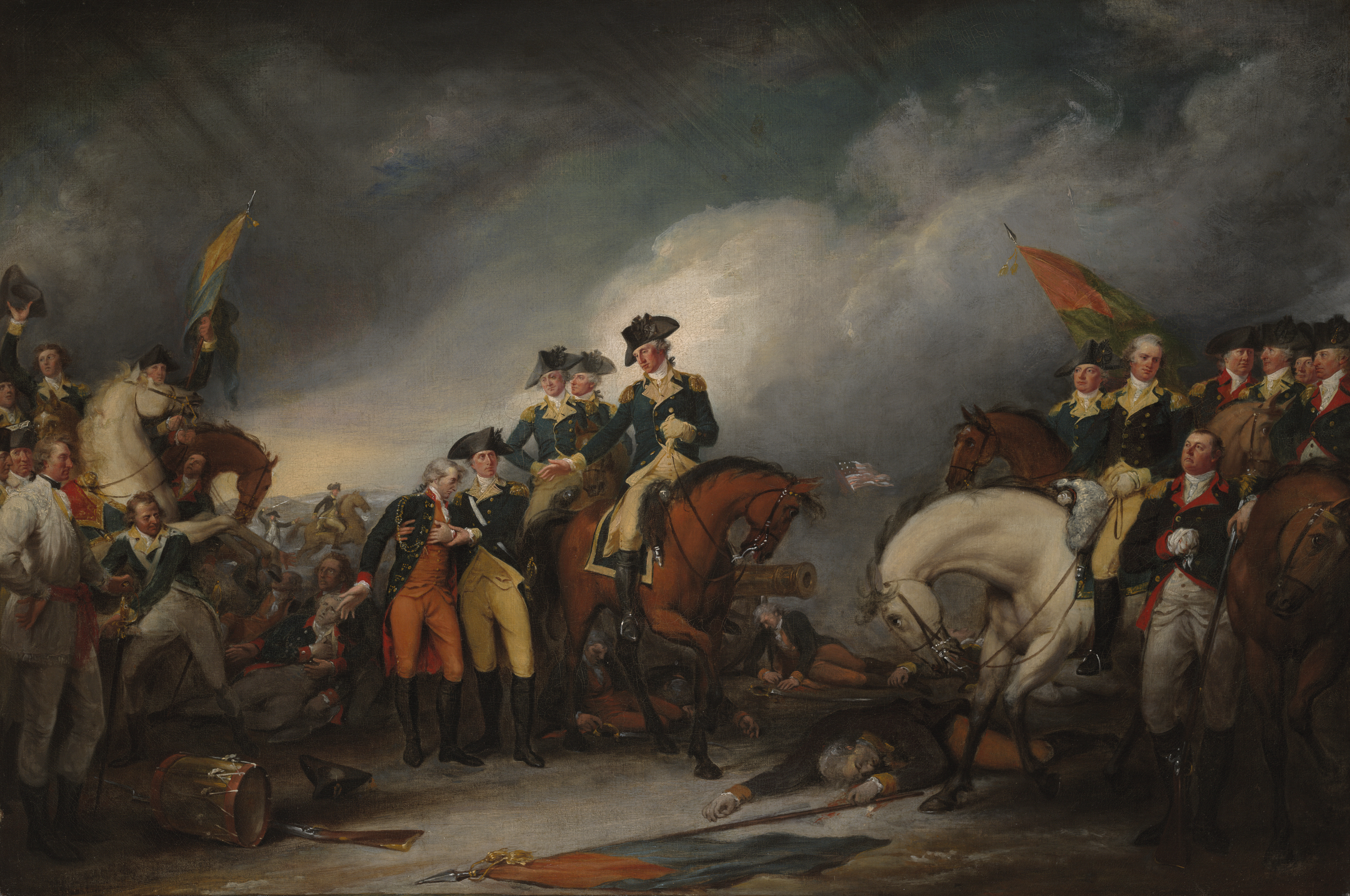
دستگیری هسین‌ها در ترنتون، ۲۶ دسامبر ۱۷۷۶، توسط جان ترامبول، که کاپیتان ویلیام واشینگتن را با دستی زخمی در سمت راست و ستوان مونرو را نشان می‌دهد که به شدت مجروح شده و توسط دکتر جان رایکر، سمت چپ مرکز، در پشت سر. سرهنگ هسین یوهان گوتلیب رال مجروح مرگبار. رال توسط سرگرد آمریکایی ویلیام استفنز اسمیت کمک می‌شود

در اوایل سال ۱۷۷۶، حدود یک سال و نیم پس از ثبت نام، مونرو علیرغم سوگواری برای مرگ برادرش اسپنس، که اندکی قبل از دنیا رفته بود، کالج را رها کرد و به هنگ سوم ویرجینیا در ارتش قاره پیوست. از آنجایی که ارتش نوپا برای افسران خود برای سواد ارزش قائل بود، مونرو به درجه ستوان رسید و زیر نظر سرهنگ جورج ویدون و بعداً کاپیتان ویلیام واشینگتن خدمت کرد. پس از ماه‌ها آموزش، مونرو و ۷۰۰ پیاده‌نظام ویرجینیا به شمال فراخوانده شدند تا در کمپین نیویورک و نیوجرسی خدمت کنند. هنگ مونرو نقش اصلی را در عقب‌نشینی ارتش قاره در سراسر رودخانه دلاور در ۷ دسامبر در پاسخ به از دست دادن فورت واشینگتن ایفا کرد. در اواخر دسامبر، مونرو در یک حمله غافلگیرانه به اردوگاه هسیان در نبرد ترنتون شرکت کرد. اگرچه حمله موفقیت‌آمیز بود، اما مونرو در نبرد دچار یک رگ قطع شد و نزدیک بود بمیرد. پس از آن، واشینگتن از مونرو و ویلیام واشینگتن به دلیل شجاعت آنها یاد کرد و مونرو را به کاپیتان ارتقا داد.
پس از دو ماه بهبودی، مونرو به ویرجینیا بازگشت تا گروه سربازان خود را استخدام کند. مونرو که ثروتی برای ترغیب سربازان برای پیوستن به گروهش نداشت، در عوض از عمویش خواست که او را به جبهه بازگرداند. مونرو به عنوان افسر کمکی به کارکنان ژنرال ویلیام الکساندر، لرد استرلینگ منصوب شد. در نبرد براندی‌وین، او دوستی نزدیکی با ژیلبر دو موتیه دو لافایت، یک داوطلب فرانسوی برقرار کرد که او را تشویق کرد که جنگ را به عنوان بخشی از مبارزه گسترده‌تر علیه استبداد مذهبی و سیاسی ببیند. مونرو در مبارزه‌های کمپین فیلادلفیا خدمت کرد و زمستان ۱۷۷۷–۱۷۷۸ را در اردوگاه دره فورج گذراند و با مارشال یک کلبه چوبی مشترک داشت. در اواخر سال ۱۷۷۷، او به درجه سرگرد ارتقا یافت و به عنوان دستیار لرد استرلینگ خدمت کرد. مونرو فقیر پس از خدمت در نبرد مونموث، در دسامبر ۱۷۷۸ از مأموریت خود استعفا داد و به عمویش در فیلادلفیا پیوست. پس از اینکه بریتانیا ساوانا را تصرف کرد، قانونگذار ویرجینیا تصمیم به تشکیل چهار هنگ گرفت و مونرو به امید دریافت فرمان خود به ایالت مادری خود بازگشت. با توصیه نامه‌هایی از واشینگتن، استرلینگ و الکساندر همیلتون، مونرو به عنوان سرهنگ دوم کمیسیون دریافت کرد و انتظار می‌رفت که یکی از هنگ‌ها را رهبری کند، اما دوباره ثابت شد که استخدام مشکل ساز است. به توصیه جونز، مونرو به ویلیامزبرگ بازگشت تا در کالج ویلیام اند مری در رشته حقوق تحصیل کند و تحت حمایت توماس جفرسون فرماندار ویرجینیا قرار گیرد. جفرسون، که مونرو خیلی زود با او دوستی نزدیک برقرار کرد، به شاگرد خود توصیه کرد که حرفه سیاسی را دنبال کند و کتابخانه خود را در دسترس او قرار داد، جایی که آثار اپیکتتوس به ویژه تأثیر زیادی بر مونرو گذاشت.
با تمرکز فزاینده بریتانیایی‌ها بر کار خود در مستعمره‌های جنوبی، ویرجینیایی‌ها پایتخت را به شهر قابل دفاع تر ریچموند منتقل کردند و مونرو جفرسون را به پایتخت جدید همراهی کرد. جفرسون مونرو را به عنوان کمیسر نظامی با وظیفه حفظ ارتباط با ارتش قاره جنوبی، تحت فرماندهی ژنرال یوهان فون کالب، و شبه نظامیان ویرجینیا منصوب کرد. در پایان سال ۱۷۸۰، بریتانیا به ویرجینیا حمله کرد و مونرو، که در این بین سرهنگ شده بود، برای اولین بار فرماندهی یک هنگ را به عهده گرفت، اما به دلیل عدم جذب افراد علاقه‌مند، هنوز نتوانست ارتش تشکیل دهد. مونرو به خانه خود در شهرستان کینگ جورج بازگشت و برای حمله بریتانیا به ریچموند حضور نداشت. از آنجایی که هم ارتش قاره ای و هم شبه نظامیان ویرجینیا افسران فراوانی داشتند، مونرو در طول کمپین یورک‌تاون خدمت نکرد، و با ناامیدی او، در محاصره یورک‌تاون شرکت نکرد. اگرچه اندرو جکسون در سن ۱۳ سالگی به عنوان پیک در یک واحد شبه نظامی خدمت می‌کرد، مونرو به عنوان آخرین رئیس‌جمهور ایالات متحده که یک جانباز جنگ انقلابی بود در نظر گرفته می‌شود، زیرا او به عنوان افسر ارتش قاره ای خدمت می‌کرد و در جنگ شرکت می‌کرد. در نتیجه خدمتش، مونرو به عضویت انجمن سینسیناتی درآمد.

## اوایل کار سیاسی

### عضو کنگره قاره‌ای
مونرو تحصیل در رشته حقوق را زیر نظر جفرسون از سر گرفت و تا سال ۱۷۸۳ ادامه داد. او علاقه خاصی به تئوری یا عمل حقوقی نداشت، اما ترجیح داد آن را بپذیرد، زیرا فکر می‌کرد که «فوری‌ترین پاداش ها» را ارائه می‌دهد و می‌تواند راه او را به سمت ثروت، موقعیت اجتماعی و نفوذ سیاسی آسان کند. در سال ۱۷۸۲، مونرو به عضویت مجلس نمایندگان ویرجینیا انتخاب شد. پس از خدمت در شورای اجرایی ویرجینیا، او به عنوان عضو کنگره چهارم کنفدراسیون در نوامبر ۱۷۸۳ انتخاب شد و تا زمانی که کنگره در ترنتون، نیوجرسی در ژوئن ۱۷۸۴ تشکیل شد، در آناپولیس خدمت کرد. با قاعده چرخشی از آن دفتر بازنشسته شد. در آن زمان، دولت در پایتخت موقت شهر نیویورک جلسه داشت. در سال ۱۷۸۴، مونرو سفر گسترده‌ای را در غرب نیویورک و پنسیلوانیا انجام داد تا شرایط شمال غرب را بررسی کند. این سفر او را متقاعد کرد که ایالات متحده باید بریتانیا را تحت فشار قرار دهد تا پست‌های خود را در منطقه رها کند و کنترل شمال غرب را به دست گیرد. در حین خدمت در کنگره، مونرو مدافع گسترش غرب شد و نقش کلیدی در نگارش و تصویب فرمان شمال غربی ایفا کرد. این فرمان قلمرو شمال غرب را ایجاد کرد و اداره فدرال مناطق غرب پنسیلوانیا و شمال رود اوهایو را فراهم کرد. یکی دیگر از هدف‌های مونرو در کنگره کنفدراسیون، مذاکره دربارهٔ حقوق آمریکا برای کشتیرانی آزاد در رود می‌سی‌سی‌پی بود. در این دوره، جفرسون همچنان به عنوان مربی برای مونرو خدمت می‌کرد و به دستور جفرسون، با جیمز مدیسون یکی دیگر از ویرجینیایی‌های برجسته دوست شد.

### ازدواج و وکالت
در ۱۶ فوریه ۱۷۸۶، مونرو با الیزابت کورترایت (۱۷۶۸–۱۸۳۰)، که از جامعه عالی شهر نیویورک آمده بود، در کلیسای ترینیتی در منهتن ازدواج کرد. حاصل این ازدواج سه فرزند بود، الیزا در سال ۱۷۸۶، جیمز در سال ۱۷۹۹ و ماریا در سال ۱۸۰۲. اگرچه مونرو با ایمان انگلیکن بزرگ شده بود، اما فرزندان بر اساس آموزه‌های کلیسای اسقفی آموزش می‌دیدند. پس از یک ماه عسل کوتاه در لانگ آیلند، نیویورک، مونروها به شهر نیویورک بازگشتند تا با پدرش زندگی کنند تا زمانی که کنگره تعطیل شود:
در پاییز ۱۷۸۶، مونرو از کنگره استعفا داد و به خانه عموی خود جونز در فردریکزبرگ، ویرجینیا نقل مکان کرد، جایی که با موفقیت امتحان وکالت را پشت سر گذاشت و وکیل ایالتی شد. در سال ۱۷۸۷، مونرو برای یک دوره دیگر در مجلس نمایندگان ویرجینیا پیروز شد. اگرچه او در تمایل خود برای اصلاح مواد صریح شده بود، اما به دلیل تعهدهای کاری خود نتوانست در کنوانسیون فیلادلفیا شرکت کند. در سال ۱۷۸۸، مونرو نماینده کنوانسیون تصویب ویرجینیا شد که به تصویب قانون اساسی ایالات متحده رأی داد. در ویرجینیا، مبارزه بر سر تصویب قانون اساسی پیشنهادی بیش از یک درگیری ساده بین فدرالیست‌ها و ضد فدرالیستها بود. ویرجینیایی‌ها طیف کاملی از نظرها را در مورد شایستگی تغییر پیشنهادی در دولت ملی داشتند و کسانی که حد وسط مبارزه ایدئولوژیک را داشتند به شخصیت‌های اصلی تبدیل شدند. به رهبری مونرو و ادموند پندلتون، این «فدرالیست‌هایی که طرفدار اصلاحات هستند» از نبود منشور حقوق انتقاد کردند و نگران واگذاری اختیارهای مالیاتی به دولت مرکزی بودند. مونرو خواستار آن شد که قانون اساسی تضمین‌هایی را در مورد کشتیرانی رایگان در رود می‌سی‌سی‌پی درج کند و در صورت دفاع به دولت فدرال کنترل مستقیم بر شبه نظامیان بدهد. با انجام این کار، او می‌خواست از ایجاد ارتش دائمی جلوگیری کند، که ثابت شد یک نقطه بحرانی اختلاف بین فدرالیست‌ها و ضد فدرالیست‌ها بود. مونرو همچنین با کالج انتخاباتی که به نظر او بسیار فاسد و مستعد منافع دولتی بود، مخالفت کرد و از انتخاب مستقیم رئیس‌جمهور حمایت کرد. پس از اینکه مدیسون تصمیم خود را تغییر داد و قول داد لایحه حقوق را تصویب کند، کنوانسیون ویرجینیا با رای محدود قانون اساسی را تصویب کرد، اگرچه خود مونرو به آن رای منفی داد.

### سناتور
در انتخابات ۱۷۸۹ برای اولین کنگره ایالات متحده، هنری مونرو، ضد فدرالیست، مونرو را متقاعد کرد تا در مقابل مدیسون شرکت کند، و او از مجلس قانونگذاری ویرجینیا خواست تا یک حوزه کنگره را برای انتخاب مونرو طراحی کند. در طول مبارزه‌های انتخاباتی، مدیسون و مونرو اغلب با هم سفر می‌کردند و انتخابات هیچ چیزی از دوستی آنها کم نکرد. در انتخابات ناحیه پنجم ویرجینیا، مدیسون بر مونرو غلبه کرد و ۱۳۰۸ رای در مقایسه با ۹۷۲ رای مونرو به دست آورد. پس از این شکست، مونرو خانواده خود را از فردریکزبرگ به شهرستان البمارل، ابتدا به شارلوتزویل و بعداً به محله نزدیک مانتیسلو نقل مکان کرد، جایی که او ملکی خرید و نام آن را هایلند گذاشت. پس از مرگ سناتور ویلیام گریسون در سال ۱۷۹۰، قانونگذاران ویرجینیا مونرو را برای خدمت باقی مانده دوره گریسون انتخاب کردند. از آنجایی که مجلس سنا برخلاف مجلس نمایندگان پشت درهای بسته تشکیل جلسه داد، مردم توجه چندانی به آن نکردند و بر مجلس نمایندگان متمرکز شدند؛ بنابراین مونرو در فوریه ۱۷۹۱ درخواست کرد که جلسه‌های سنا به صورت علنی برگزار شود، اما در ابتدا رد شد و تا فوریه ۱۷۹۴ اجرا نشد.
در دوران ریاست جمهوری جرج واشینگتن، سیاست ایالات متحده به‌طور فزاینده ای بین حزب ضد دولت به رهبری توماس جفرسون وزیر امور خارجه و فدرالیست‌ها به رهبری الکساندر همیلتون وزیر خزانه داری دو قطبی شد. مونرو در مخالفت با دولت مرکزی قوی و اجرایی قوی همیلتون در کنار جفرسون محکم ایستاد. حزب دموکرات-جمهوری‌خواه حول جفرسون و مدیسون متحد شد و مونرو یکی از رهبران این حزب نوپا در سنا شد. او همچنین به سازماندهی مخالفت با جان آدامز در انتخابات ۱۷۹۲ کمک کرد، اگرچه آدامز جورج کلینتون را شکست داد و دوباره به عنوان معاون رئیس‌جمهور انتخاب شد. هنگامی که مونرو در نوامبر ۱۷۹۲ در تحقیق‌های کنگره در مورد معامله‌های غیرقانونی همیلتون با جیمز رینولدز شرکت کرد، این امر منجر به افشای اولین رسوایی جنسی سیاسی در ایالات متحده شد. همیلتون هرگز مونرو را به خاطر این تحقیر عمومی که تقریباً منجر به دوئل بین آن دو می‌شد نبخشید. در طول سال‌های ۱۷۹۲ و ۱۷۹۳، مونرو و مدیسون به جزوه‌های همیلتون که جفرسون را به تضعیف اقتدار واشینگتن متهم می‌کرد، با یک سری شش مقاله پاسخ دادند. این پاسخ‌های تند و تیز عمدتاً توسط مونرو نوشته شده بود. به عنوان رهبر جمهوری خواهان در سنا، مونرو خیلی زود درگیر مسائل روابط خارجی شد. در سال ۱۷۹۴، او به عنوان مخالف انتصاب همیلتون به عنوان سفیر در بریتانیا و از حامیان جمهوری اول فرانسه ظاهر شد. از سال ۱۷۹۱ او در چندین مقاله با نام مستعار آراتوس جانب انقلاب فرانسه را گرفته بود.

### وزیر در فرانسه

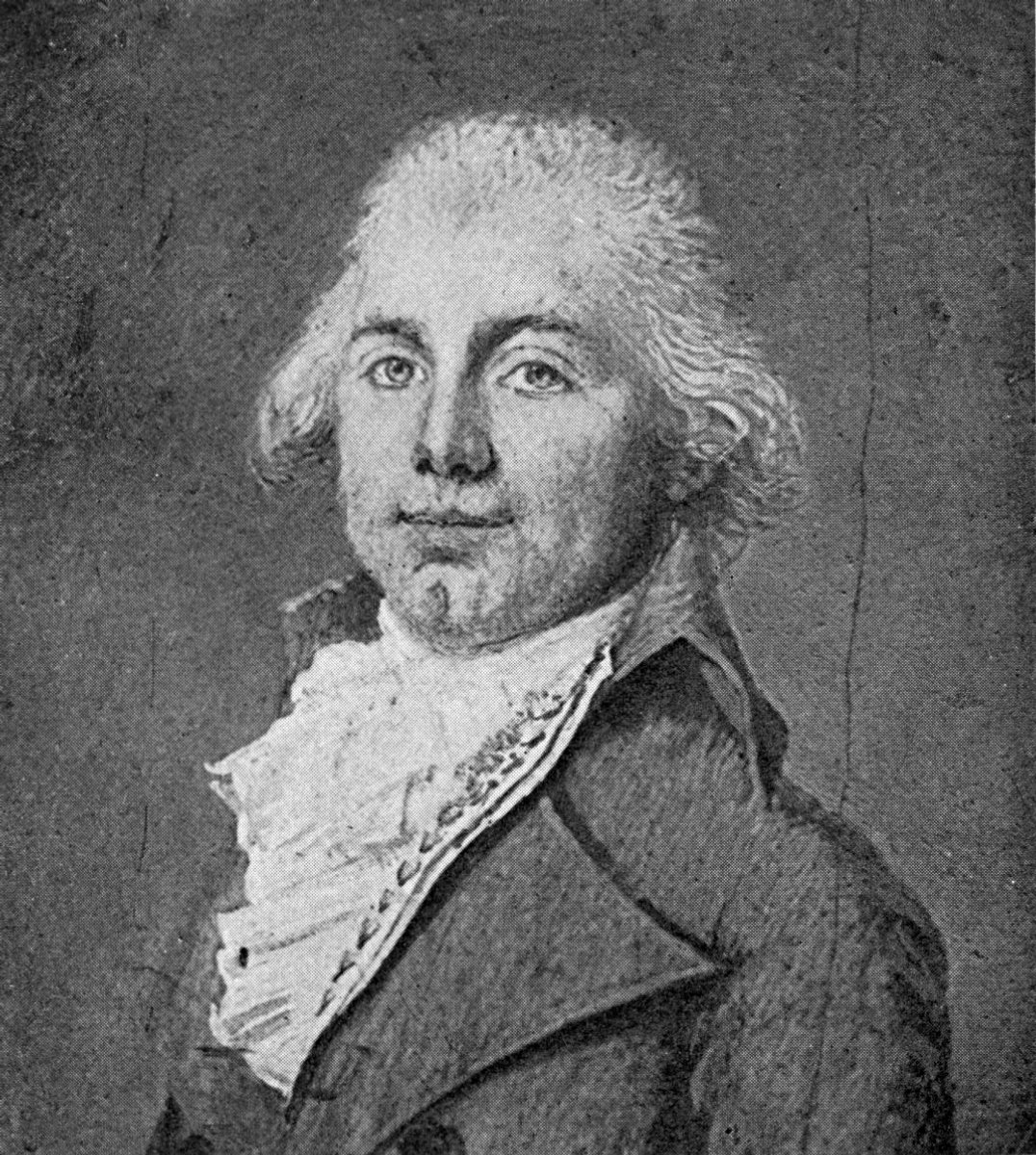
اولین تصویر حفظ شده از جیمز مونرو به عنوان وزیر مختار فرانسه در سال ۱۷۹۴

با پیشرفت دهه ۱۷۹۰، جنگ‌های انقلابی فرانسه بر سیاست خارجی ایالات متحده تسلط یافت، با حملات بریتانیا و فرانسه که هر دو تجارت ایالات متحده با اروپا را تهدید می‌کردند. مانند اکثر جفرسونی‌های دیگر، مونرو از انقلاب فرانسه حمایت کرد، اما پیروان همیلتون تمایل بیشتری به همدردی با بریتانیا داشتند. در سال ۱۷۹۴، واشینگتن به امید یافتن راهی برای اجتناب از جنگ با هر دو کشور، مونرو را به عنوان وزیر (سفیر) خود در فرانسه منصوب کرد، پس از اینکه مدیسون و رابرت آر. لوینگستون این پیشنهاد را رد کردند. در همان زمان، جان جی فدرالیست انگلیسی دوست را به عنوان وزیر خود در بریتانیا منصوب کرد. مونرو این موضع را در زمان سختی اتخاذ کرد: موضع مذاکره آمریکا به دلیل فقدان قدرت نظامی آن به‌طور قابل توجهی دشوارتر شد. علاوه بر این، درگیری بین پاریس و لندن در آمریکا، تقابل بین فدرالیست‌های آنگلوفیل و جمهوری خواهان فرانکوفیل را تشدید کرد. در حالی که فدرالیست‌ها اساساً فقط به دنبال استقلال از بریتانیای کبیر بودند، جمهوری خواهان خواهان یک شکل جدید انقلابی از حکومت بودند، به همین دلیل است که آنها به شدت با جمهوری اول فرانسه همدردی می‌کردند.
مونرو پس از ورود به فرانسه در کنوانسیون ملی سخنرانی کرد و به خاطر سخنرانی خود در جشن جمهوری‌خواهی مورد تشویق قرار گرفت. پیام خوشامدگویی پرشور و دوستانه مونرو در مراسم افتتاحیه قبل از کنوانسیون ملی بعداً توسط جی به دلیل احساساتی بودن آن مورد انتقاد قرار گرفت و واشینگتن سخنرانی را از نظر مکان و با توجه به بی‌طرفی آمریکا در جنگ ائتلاف اول، «خوب طراحی نشده» دید. مونرو چندین موفقیت دیپلماتیک اولیه را تجربه کرد، از جمله محافظت از تجارت ایالات متحده در برابر حمله‌های فرانسه. در فوریه ۱۷۹۵، مونرو از نفوذ خود برای آزادی همه شهروندان آمریکایی که پس از انقلاب فرانسه و آدرین دو لا فایت، همسر مارکیز دو لافایت زندانی بودند، استفاده کرد. او قبلاً آزادی توماس پین را در ژوئیه ۱۷۹۴ تضمین کرده بود و او را به خدمت گرفت، اما زمانی که پین علیرغم مخالفت‌های مونرو بر روی دیاتریبی علیه واشینگتن کار کرد، راه آنها در بهار ۱۷۹۶ از هم جدا شد.
ماه‌ها پس از ورود مونرو به فرانسه، ایالات متحده و بریتانیا پیمان جی را منعقد کردند، که هم فرانسوی‌ها و هم مونرو را خشمگین کرد – که قبل از انتشار آن به‌طور کامل از این معاهده مطلع نبودند. علیرغم تاثیرهای نامطلوب پیمان جی بر روابط فرانسه و آمریکا، مونرو حمایت فرانسه را از حقوق کشتیرانی ایالات متحده در رود می‌سی‌سی‌پی - که دهانه آن تحت کنترل اسپانیا بود - به دست آورد و در سال ۱۷۹۵ ایالات متحده و اسپانیا پیمان پینکنی را امضا کردند. این معاهده به ایالات متحده حقوق محدودی برای استفاده از بندر نیواورلئان اعطا کرد.
بلافاصله پس از اینکه تیموتی پیکرینگ جانشین وزیر امور خارجه ادموند رندولف شد، که تنها عضو فرانکوفیل کابینه واشینگتن بود، در دسامبر ۱۷۹۵، برای برکناری مونرو تلاش کرد. در سال ۱۷۹۶، مونرو پیامی را ارسال کرد که در آن خلاصه‌ای از پاسخ‌های خود به شکایت‌های فرانسوی‌ها از معاهده جی را نشان داد، اما ناقص بود و شامل یادداشت فرانسوی یا پاسخ کتبی مونرو نبود. پیکرینگ این را نشانه ای از نامناسب بودن مونرو می‌دانست و همراه با همیلتون، واشینگتن را متقاعد کرد که جانشین مونرو به عنوان سفیر شود. واشینگتن به این نتیجه رسید که مونرو ناکارآمد بود و نتوانست از منافع ملی محافظت کند. او در نوامبر ۱۷۹۶ مونرو را به یاد آورد که نامه برکناری عمداً به تأخیر افتاده بود تا از بازگشت او قبل از انتخابات ریاست جمهوری جلوگیری شود. با بازگشت به خانه خود در شارلوتزویل، او شغل دوگانه خود را به عنوان یک کشاورز و وکیل از سر گرفت. جفرسون و مدیسون از مونرو خواستند که برای کنگره نامزد شود، اما مونرو ترجیح داد به جای آن بر سیاست ایالتی تمرکز کند.
در سال ۱۷۹۷، مونرو دیدگاهی از رفتار مجریه را در مجله امور خارجه ایالات متحده: در ارتباط با مأموریت در جمهوری فرانسه، در طول سال‌های ۱۷۹۴، ۵ و ۶ منتشر کرد که به شدت به دولت واشینگتن حمله کرد و آن را متهم کرد. اقدام علیه منافع آمریکا او از توصیه دوستش رابرت لوینگستون پیروی کرد که به او هشدار داد "هر اظهار نظر تند" دربارهٔ واشینگتن را سرکوب کند. با این حال، او شکایت داشت که اغلب وقت‌ها دولت ایالات متحده بیش از حد به بریتانیا نزدیک بوده است، به ویژه در مورد پیمان جی. واشینگتن روی این نسخه یادداشت کرد و نوشت: "حقیقت این است که آقای مونرو به تملق، و باور چیزهای عجیب و غریب بود. او در مقابل هر کاری که برای آن ملت خوشایند بود، انجام داد یا تمایل داشت انجام دهد، با اکراه از مردم خواست.

## فرماندار ویرجینیا و دیپلمات (۱۷۹۹–۱۸۰۲، ۱۸۱۱)

### فرماندار ویرجینیا
در رای‌گیری خط حزبی، قانونگذار ویرجینیا مونرو را به عنوان فرماندار ویرجینیا در سال ۱۷۹۹ انتخاب کرد. او تا سال ۱۸۰۲ به عنوان فرماندار خدمت کرد. قانون اساسی ویرجینیا به فرماندار از اختیارهای بسیار کمی جدا از فرماندهی شبه نظامیان در زمانی که مجمع آن را به اجرا درآورد، اعطا کرد، اما مونرو از جایگاه خود برای متقاعد کردن قانونگذاران برای افزایش مشارکت ایالت در حمل و نقل و آموزش و افزایش آموزش برای شبه نظامیان استفاده کرد. مونرو همچنین شروع به ارائه خطاب‌های ایالت مشترک المنافع به قوه مقننه کرد، که در آن مواردی را برجسته کرد که معتقد بود قانونگذار باید در آن‌ها عمل کند. مونرو همچنین تلاش‌هایی را برای ایجاد اولین ندامتگاه در ایالت انجام داد و حبس جایگزین مجازات‌های دیگر اغلب شدیدتر شد. در سال ۱۸۰۰، مونرو از شبه نظامیان ایالتی خواست تا شورش گابریل را سرکوب کنند، شورش بردگان که در مزرعه ای در شش مایلی پایتخت ریچموند سرچشمه می‌گرفت. گابریل و ۲۷ برده دیگر که شرکت کردند، همگی به جرم خیانت به دار آویخته شدند. این اعدام‌ها احساس‌های دلسوزانه ای را در میان مردم ویرجینیا برانگیخت و مونرو با قانونگذار همکاری کرد تا مکانی را تضمین کند که آمریکایی‌های آفریقایی‌تبار آزاد و برده مظنون به «توطئه، شورش، خیانت و شورش» برای همیشه به خارج از ایالات متحده تبعید شوند.
مونرو فکر می‌کرد که عناصر خارجی و فدرالیست شبه جنگ ۱۷۹۸–۱۸۰۰ را ایجاد کرده‌اند و او به شدت از نامزدی توماس جفرسون برای ریاست جمهوری در سال ۱۸۰۰ حمایت کرد. فدرالیست‌ها نیز به مونرو مشکوک بودند، برخی او را در بهترین حالت یک فریب فرانسوی و در بدترین حالت یک خائن می‌دانستند. با قدرت انتصاب مقام‌های انتخاباتی در ویرجینیا، مونرو از نفوذ خود برای کمک به جفرسون برای پیروزی در انتخابات ریاست جمهوری ویرجینیا استفاده کرد. او همچنین استفاده از شبه نظامیان ویرجینیا را برای وادار کردن نتیجه به نفع جفرسون در نظر گرفت. جفرسون در انتخابات ۱۸۰۰ پیروز شد و مدیسون را به عنوان وزیر امور خارجه خود منصوب کرد. به عنوان عضوی از حزب جفرسون و رهبر بزرگ‌ترین ایالت کشور، مونرو به عنوان یکی از دو جانشین محتمل جفرسون در کنار مدیسون ظاهر شد.

### خرید لوئیزیانا و وزیر در بریتانیا
اندکی پس از پایان دوره فرمانداری مونرو، رئیس‌جمهور جفرسون مونرو را به فرانسه بازگرداند تا به سفیر رابرت لوینگستون در مذاکره دربارهٔ خرید لوئیزیانا کمک کند. در معاهده ۱۸۰۰ سن ایلدفونسو، فرانسه قلمرو لوئیزیانا را از اسپانیا به دست آورد. در آن زمان، بسیاری در ایالات متحده معتقد بودند که فرانسه نیز فلوریدا غربی را در همان معاهده تصاحب کرده است. هیئت آمریکایی در ابتدا به دنبال تصاحب فلوریدا غربی و شهر نیواورلئان بود که تجارت رود می‌سی‌سی‌پی را کنترل می‌کرد. جفرسون مصمم به تصاحب نیواورلئان حتی اگر به معنای جنگ با فرانسه باشد، همچنین به مونرو اجازه داد تا در صورت امتناع فرانسوی‌ها از فروش شهر، با بریتانیایی‌ها اتحاد تشکیل دهد.
مونرو و لوینگستون در دیدار با فرانسوا باربه ماربوا، وزیر امور خارجه فرانسه، توافق کردند که کل قلمرو لوئیزیانا را به مبلغ ۱۵ میلیون دلار خریداری کنند. این خرید به عنوان خرید لوئیزیانا شناخته شد. در موافقت با خرید، مونرو دستورهای خود را که تنها ۹ میلیون دلار برای خرید نیواورلئان و فلوریدا غربی اجازه داده بود، نقض کرد. فرانسوی‌ها اعتراف نکردند که فلوریدا غربی در تصرف اسپانیا باقی مانده است و ایالات متحده ادعا می‌کند که فرانسه فلوریدا غربی را برای چندین سال آینده به ایالات متحده فروخته است. جفرسون اگرچه دستور خرید کل قلمرو را نداده بود، اما به شدت از اقدام‌های مونرو حمایت کرد که تضمین کرد ایالات متحده به گسترش خود به سمت غرب ادامه خواهد داد. جفرسون با غلبه بر تردیدها در مورد اینکه آیا قانون اساسی خرید قلمرو خارجی را مجاز می‌داند، موافقت کنگره را برای خرید لوئیزیانا به دست آورد و این خرید وسعت ایالات متحده را دو برابر کرد. مونرو در سال ۱۸۰۵ به اسپانیا سفر کرد تا تلاش کند تا فلوریدا غربی را به دست آورد، اما متوجه شد که سفیر آمریکا در اسپانیا، چارلز پینکنی، دولت اسپانیا را با تهدیدهای خام به خشونت بیگانه کرده است. در مذاکره‌ها در مورد مسائل ارضی برجسته در مورد نیواورلئان، فلوریدا غربی و ریو گرانده، مونرو هیچ پیشرفتی نداشت و با او توهین آمیز رفتار شد، و با حمایت فرانسه، اسپانیا حاضر نشد این قلمرو را واگذار کند.
پس از استعفای روفس کینگ، مونرو در سال ۱۸۰۳ به عنوان سفیر در بریتانیا منصوب شد. بزرگ‌ترین موضوع اختلاف بین ایالات متحده و بریتانیا، تحت تأثیر قرار گرفتن ملوانان آمریکایی بود. بسیاری از کشتی‌های تجاری ایالات متحده، دریانوردان انگلیسی را استخدام می‌کردند که سربازی اجباری را ترک کرده یا طفره می‌رفتند، و بریتانیایی‌ها اغلب ملوانان را در کشتی‌های ایالات متحده تحت تأثیر قرار می‌دادند به این امید که مشکل‌های نیروی انسانی آنها را برطرف کنند. بسیاری از ملوانانی که آنها را تحت تأثیر قرار دادند هرگز تابع بریتانیا نبودند و مونرو وظیفه داشت بریتانیایی‌ها را متقاعد کند که از اعمال تأثیرگذاری خودداری کنند. مونرو با رد پیشنهاد جفرسون برای خدمت به عنوان اولین فرماندار منطقه لوئیزیانا، تا سال ۱۸۰۷ به عنوان سفیر در بریتانیا خدمت کرد.
در سال ۱۸۰۶ او در مورد پیمان مونرو-پینکنی با بریتانیای کبیر مذاکره کرد. قرارداد جی در سال ۱۷۹۴ که پس از ده سال منقضی شده بود را تمدید می‌کرد. جفرسون در سال‌های ۱۷۹۴ تا ۱۷۹۵ به شدت با پیمان جی مبارزه کرده بود، زیرا احساس می‌کرد که این پیمان به بریتانیا اجازه می‌دهد تا جمهوری‌خواهی آمریکا را براندازد. این معاهده ده سال صلح و تجارت بسیار پرسود برای بازرگانان آمریکایی ایجاد کرده بود، اما جفرسون همچنان مخالف بود. هنگامی که مونرو و بریتانیا پیمان جدید را در دسامبر ۱۸۰۶ امضا کردند، جفرسون از ارائه آن به سنا برای تصویب خودداری کرد. اگرچه این معاهده ده سال دیگر تجارت بین ایالات متحده و امپراتوری بریتانیا را خواستار شد و به بازرگانان آمریکایی ضمانت‌هایی داد که برای تجارت خوب بود، جفرسون از این که به رویه منفور بریتانیایی تحت تأثیر قرار گرفتن پایان نداد، ناراضی بود و حاضر به تسلیم نشدن شد. رئیس‌جمهور هیچ تلاشی برای دستیابی به معاهده دیگری نکرد و در نتیجه، دو کشور از صلح به سمت جنگ ۱۸۱۲ منحرف شدند. مونرو از انکار معاهده توسط دولت به شدت رنجید و با وزیر امور خارجه جیمز مدیسون اختلاف پیدا کرد.

### انتخابات ۱۸۰۸ و کوید
در بازگشت به ویرجینیا در سال ۱۸۰۷، مونرو مورد استقبال گرم قرار گرفت و بسیاری از او خواستند که در انتخابات ریاست جمهوری سال ۱۸۰۸ شرکت کند. پس از اینکه جفرسون از ارائه معاهده مونرو-پینکنی امتناع کرد، مونرو به این باور رسیده بود که جفرسون به دلیل تمایل به اجتناب از ارتقای مونرو بالاتر از مدیسون در سال ۱۸۰۸، این معاهده را رد کرده است. به دلیل احترام به جفرسون، مونرو موافقت کرد که از مبارزه‌های انتخاباتی فعال برای ریاست جمهوری اجتناب کند، اما او قبول پیش نویس تلاش را رد نکرد. حزب دموکرات-جمهوری‌خواه به‌طور فزاینده ای به جناح‌بندی تبدیل شد و «جمهوری خواهان قدیمی» یا «کویدز» دولت جفرسون را به دلیل کنار گذاشتن اصول واقعی جمهوری خواهان محکوم کردند. کویدز به رهبری جان رندولف روانوک، سعی کردند مونرو را در راه خود جلب کنند. برنامه این بود که مونرو را برای ریاست جمهوری در انتخابات ۱۸۰۸ با همکاری حزب فدرالیست که پایگاهی قوی در نیوانگلند داشت، نامزد شود. مونرو تصمیم گرفت در انتخابات ریاست جمهوری سال ۱۸۰۸ در مقابل مدیسون شرکت کند تا قدرت موقعیت سیاسی خود را در ویرجینیا نشان دهد. دموکرات-جمهوری خواهان معمولی بر کویدها غلبه کردند، کنترل حزب را در ویرجینیا حفظ کردند و از پایگاه مدیسون محافظت کردند. مونرو در طول مبارزه‌های مدیسون علیه فدرالیست چارلز کوتسورث پینکنی، علناً از جفرسون یا مدیسون انتقاد نکرد، اما از حمایت از مدیسون خودداری کرد. مدیسون پینکنی را با اختلاف زیادی شکست داد و همه ایالت‌ها را به جز یک ایالت خارج از نیوانگلند برد. مونرو ۳۴۰۰ رای در ویرجینیا به دست آورد، اما در جاهای دیگر از حمایت کمی برخوردار شد.
مونرو که به دلیل کاندیداتوری مورد علاقه اکثریت جمهوریخواهان قرار گرفته بود، برای چند سال آینده به زندگی خصوصی کنار رفت. طرح فروش خانه دومش در لودون کانتی، اوک هیل، به منظور بازسازی و گسترش هایلند با درآمد حاصله، به دلیل قیمت پایین املاک و خانه و زمین شکست خورد. پس از انتخابات، مونرو به سرعت با جفرسون آشتی کرد، اما زمانی که جفرسون نامزدی مونرو را به کنگره در سال ۱۸۰۹ معرفی نکرد، دوستی آنها تیره شد. مونرو تا سال ۱۸۱۰ با مدیسون صحبت نکرد. مونرو توجه خود را به کشاورزی در املاک خود در شارلوتزویل معطوف کرد، و تکنیک‌های باغبانی جدیدی را آزمایش کرد تا از تنباکو که ارزش آن به‌طور پیوسته در حال کاهش بود، به گندم تبدیل شود.

## وزیر امور خارجه و وزیر جنگ (۱۸۱۱–۱۸۱۷)

### مدیریت مدیسون

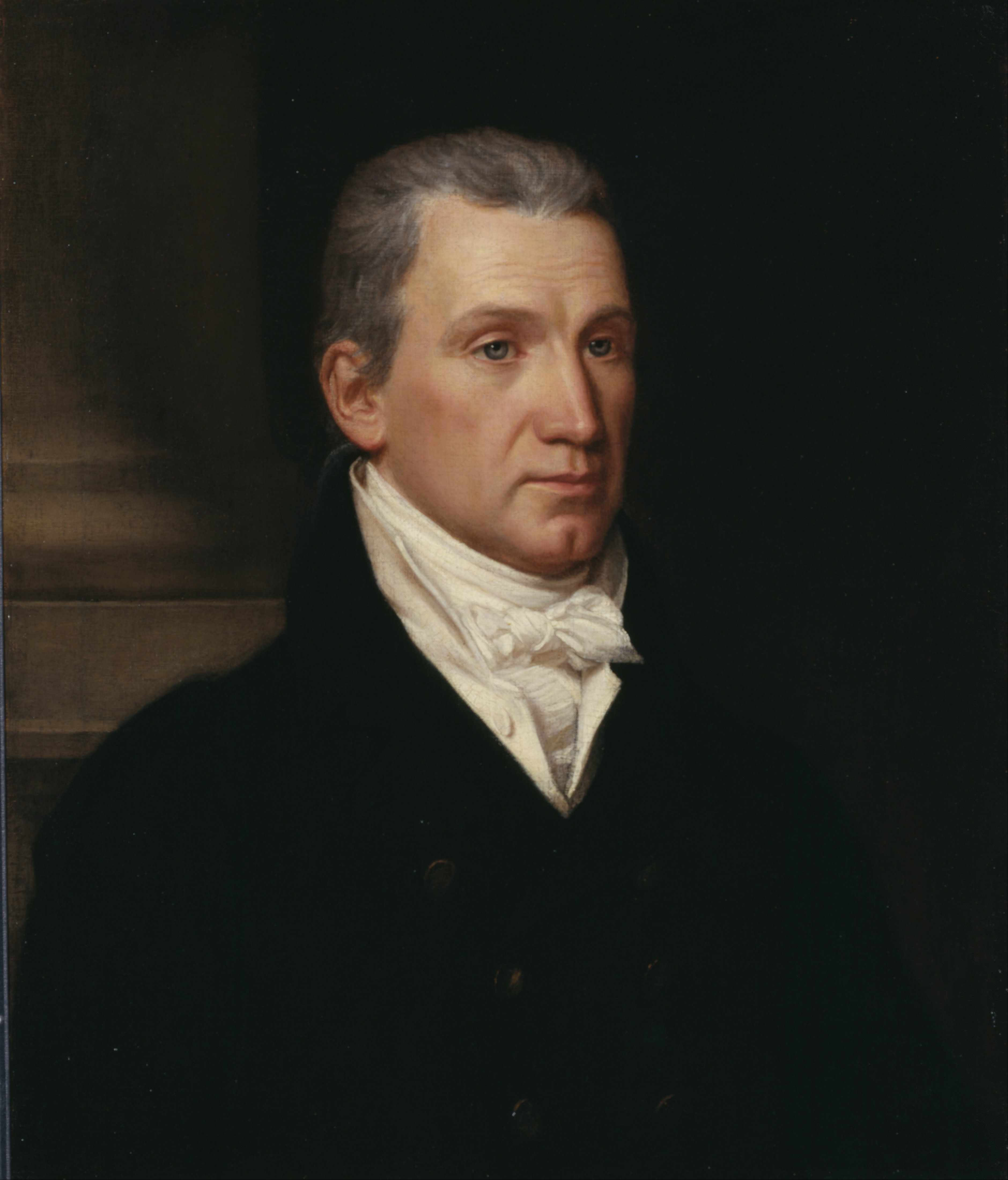
پرتره وزیر مونرو اثر جان وندرلین، ۱۸۱۶

در آوریل ۱۸۱۱، مدیسون مونرو را به عنوان وزیر امور خارجه به کابینه خود منصوب کرد، به این امید که از حمایت جناح‌های رادیکال تر دموکرات-جمهوری خواهان حمایت کند. مدیسون همچنین امیدوار بود که مونرو، یک دیپلمات باتجربه که زمانی با او دوستان صمیمی بود، عملکرد اسمیت را بهبود بخشد. مدیسون به مونرو اطمینان داد که اختلاف‌های آنها در مورد پیمان مونرو-پینکنی یک سوء تفاهم بوده است و این دو دوستی خود را از سر گرفتند. سنا به اتفاق آرا (۳۰–۰) به تأیید او رای داد. مونرو پس از روی کار آمدن خود امیدوار بود که با بریتانیایی‌ها و فرانسوی‌ها برای پایان دادن به حملات به کشتی‌های تجاری آمریکایی، قراردادهایی را وارد مذاکره کند. در حالی که فرانسوی‌ها موافقت کردند که حمله‌ها را کاهش دهند و کشتی‌های آمریکایی را که توقیف شده بودند آزاد کنند، بریتانیایی‌ها کمتر پذیرای خواسته‌های مونرو بودند. مونرو مدت‌ها برای صلح با بریتانیایی‌ها کار کرده بود، اما با پیوستن به «شاهین‌های جنگ» مانند هنری کلی، رئیس مجلس نمایندگان، طرفدار جنگ با بریتانیا شد. با حمایت مونرو و کلی، مدیسون از کنگره خواست تا علیه بریتانیایی‌ها اعلام جنگ کند، و کنگره در ۱۸ ژوئن ۱۸۱۲ موافقت کرد، بنابراین جنگ ۱۸۱۲ آغاز شد.
جنگ بسیار بد پیش رفت و دولت مدیسون به سرعت به دنبال صلح بود، اما توسط بریتانیا رد شد. بعد از اینکه مونرو مدیسون را متقاعد کرد که به کشتی‌های نیروی دریایی اجازه دهد به جای ماندن در بندر در طول جنگ، به کشتی‌های نیروی دریایی اجازه دهد که دریانوردی کنند، نیروی دریایی ایالات متحده چندین موفقیت را تجربه کرد. پس از استعفای وزیر جنگ ویلیام یوستیس، مدیسون از مونرو خواست تا در نقش‌های دوگانه به عنوان وزیر امور خارجه و وزیر جنگ خدمت کند، اما مخالفت سنا مونرو را به سمت سرپرستی وزیر جنگ محدود کرد تا اینکه سرتیپ جان آرمسترانگ تاییدیه سنا را به دست آورد. مونرو و آرمسترانگ بر سر سیاست جنگ با هم درگیر شدند و آرمسترانگ امیدهای مونرو را برای منصوب شدن به رهبری تهاجم به کانادا مسدود کرد. هنگامی که کشتی‌های جنگی بریتانیا در تابستان همان سال در مصب رودخانه پوتوماک ظاهر شدند، مونرو خواستار اتخاذ تدابیر دفاعی برای واشینگتن دی‌سی شد و یک سرویس اطلاعاتی نظامی در خلیج چساپیک ایجاد شود، که آرمسترانگ آن را غیرضروری رد کرد. از آنجایی که هیچ شناسایی فعالی وجود نداشت، مونرو واحد سواره نظام کوچک خود را تشکیل داد و شروع به جستجو در خلیج کرد تا زمانی که بریتانیا از آن خارج شد. با طولانی شدن جنگ، انگلیسی‌ها پیشنهاد آغاز مذاکره‌ها در خنت را دادند و ایالات متحده گروهی را به رهبری جان کویینسی آدامز برای انجام مذاکره‌ها فرستاد.
هنگامی که ناوگان بریتانیایی متشکل از ۵۰ کشتی جنگی و ۵۰۰۰ سرباز در دهانه پوتوماک جمع شدند، مونرو با یک نیرو خلیج چساپیک را شناسایی کرد و در ۲۱ اوت هشداری دربارهٔ تهاجم زودهنگام به رئیس‌جمهور فرستاد تا مدیسون و همسرش بتوانند به موقع فرار کنند. بریتانیا ساختمان کنگره و کاخ سفید ایالات متحده را در ۲۴ اوت ۱۸۱۴ سوزاند، مدیسون آرمسترانگ را از سمت وزیر جنگ برکنار کرد و برای کمک به مونرو مراجعه کرد و در ۲۷ سپتامبر او را به عنوان وزیر جنگ منصوب کرد. مونرو در ۱ اکتبر ۱۸۱۴ از سمت وزیر امور خارجه استعفا داد، اما هیچ جانشینی هرگز منصوب نشد و بنابراین از اکتبر ۱۸۱۴ تا ۲۸ فوریه ۱۸۱۵، مونرو عملاً هر دو پست کابینه را بر عهده داشت. اکنون که فرماندهی جنگ را برعهده داشت، مونرو به ژنرال اندرو جکسون دستور داد تا در برابر حمله احتمالی بریتانیا به نیواورلئان دفاع کند و او از فرمانداران ایالت‌های مجاور خواست تا شبه نظامیان خود را برای تقویت جکسون بفرستند. او همچنین از کنگره خواست که ارتشی متشکل از ۱۰۰٬۰۰۰ نفر را پیش‌نویس کند، غرامت به سربازان را افزایش دهد، و یک بانک ملی جدید به نام بانک دوم ایالات متحده ایجاد کند تا از بودجه کافی برای جنگ اطمینان حاصل شود. ماه‌ها پس از روی کار آمدن مونرو به عنوان وزیر جنگ، جنگ با امضای پیمان گنت پایان یافت. این معاهده منجر به بازگشت به وضعیت پیشین شد و بسیاری از مسائل باقیمانده بین ایالات متحده و بریتانیا باقی ماند. آمریکایی‌ها پایان جنگ را به‌عنوان یک پیروزی بزرگ جشن گرفتند، تا حدی به دلیل خبر رسیدن این معاهده به ایالات متحده در مدت کوتاهی پس از پیروزی جکسون در نبرد نیو اورلئانز. با پایان جنگ‌های ناپلئون در سال ۱۸۱۵، انگلیسی‌ها نیز به تمرین تحت تأثیر قرار گرفتن پایان دادند. پس از جنگ، کنگره اجازه ایجاد دومین بانک ایالات متحده را صادر کرد. مونرو در مارس ۱۸۱۵ از سمت وزیر جنگ استعفا داد و رهبری وزارت امور خارجه را دوباره به دست گرفت و از جنگ به لحاظ سیاسی قوی شده و یک کاندیدای امیدبخش ریاست جمهوری بیرون آمد.

### انتخابات ۱۸۱۶
مونرو تصمیم گرفت در انتخابات ۱۸۱۶ به دنبال ریاست جمهوری باشد و رهبری دوران جنگ او را به عنوان وارث ظاهری مدیسون معرفی کرده بود. مونرو از حمایت قوی بسیاری در حزب برخوردار بود، اما نامزدی او در کنگره نامزدی کنگره دموکرات-جمهوری‌خواه در سال ۱۸۱۶ به چالش کشیده شد. از آنجایی که به دلیل افول فدرالیست‌ها، که به دلیل مواضع طرفدار بریتانیا و مخالفتشان با جنگ ۱۸۱۲ به عنوان بی وفا تلقی می‌شدند، دیگر حزب مخالف جدی وجود نداشت، گروه دموکرات-جمهوری‌خواه در کنگره برای پیروزی مونرو بسیار مهم بود. وزیر خزانه داری ویلیام اچ. کرافورد از حمایت بسیاری از نمایندگان کنگره جنوبی و غربی برخوردار بود، در حالی که فرماندار دانیل تامپکینز توسط چندین نماینده کنگره از نیویورک حمایت می‌شد. کرافورد به‌ویژه از بسیاری از جمهوری‌خواهان دموکرات که نسبت به حمایت مدیسون و مونرو از تأسیس بانک دوم ایالات متحده محتاط بودند، درخواست کرد. کرافورد علیرغم حمایت قابل توجهی که داشت، تصمیم گرفت به این باور که مونرو در نهایت می‌تواند به عنوان جانشین مونرو نامزد شود، به تعویق افتاد و مونرو نامزد حزبش شد. تامپکینز نامزد معاونت ریاست جمهوری حزب شد. فدرالیست‌های رو به زوال، روفس کینگ را به عنوان نامزد ریاست‌جمهوری خود معرفی کردند، اما حزب پس از پایان جنگ مردمی که با آن مخالفت کرده بودند، مخالفت چندانی نداشت. مونرو ۱۸۳ رای از ۲۱۷ رای الکترال را دریافت کرد و در هر ایالت به جز ماساچوست، کانکتیکات و دلاور پیروز شد. از آنجایی که او قبلاً به عنوان افسر ارتش قاره در طول جنگ انقلاب و به عنوان نماینده در کنگره قاره خدمت می‌کرد، آخرین رئیس‌جمهور که یک پدر بنیانگذار بود شد.

## ریاست جمهوری (۱۸۱۷–۱۸۲۵)

### تحلیف و کابینه
مراسم تحلیف مونرو در ۴ مارس ۱۸۱۷ برگزار شد. از آنجایی که مونرو اولین رئیس‌جمهوری بود که در دوره صلح و ثبات اقتصادی به قدرت رسید، اصطلاح «عصر احساس‌های خوب» به زودی ابداع شد. این دوره با تسلط بلامنازع جمهوری خواهان که در پایان دوره مدیسون برخی از سیاست‌های فدرالیستی مانند تأسیس بانک مرکزی و تعرفه‌های حمایتی را اتخاذ کرده بودند، مشخص شد. مونرو در تعیین انتصاب‌های فدرال، خطوط قدیمی حزب را تا حد زیادی نادیده گرفت، که تنش‌های سیاسی را کاهش داد و حس «وحدت» را که ایالات متحده را فرا گرفت، تقویت کرد. او دو تور طولانی ملی برای ایجاد اعتماد ملی انجام داد که شامل مراسم استقبال و ابراز حسن نیت بود. مونرو یک کابینه از نظر جغرافیایی متعادل منصوب کرد و از طریق آن قوه مجریه را رهبری کرد. به درخواست مونرو، کرافورد به عنوان وزیر خزانه داری ادامه داد. مونرو همچنین بنجامین کرونینشیلد از ماساچوست را به عنوان وزیر نیروی دریایی و ریچارد راش از پنسیلوانیا را به عنوان دادستان کل انتخاب کرد. مونرو با به رسمیت شناختن نارضایتی شمال از ادامه سلسله ویرجینیا، جان کوئینسی آدامز از ماساچوست را به عنوان وزیر امور خارجه برگزید، و آدامز را به محبوب اولیه برای در نهایت جانشینی مونرو تبدیل کرد. آدامز که یک دیپلمات باتجربه بود، در سال ۱۸۰۷ حزب فدرالیست را در حمایت از سیاست خارجی توماس جفرسون رها کرده بود و مونرو امیدوار بود که این انتصاب به فرار فدرالیست‌های بیشتری تشویق شود. پس از اینکه ژنرال اندرو جکسون از انتصاب به عنوان وزیر جنگ امتناع کرد، مونرو به جان سی. کلهون، نماینده کنگره کارولینای جنوبی روی آورد و کابینه را بدون یک فرد غربی برجسته باقی گذاشت. در اواخر سال ۱۸۱۷ راش سفیر بریتانیا شد و ویلیام ویرت جانشین او به عنوان دادستان کل شد. به استثنای کرونینشیلد، بقیه منصوبان اولیه کابینه مونرو تا پایان دوره ریاست جمهوری او در محل باقی ماندند.

### سیاست خارجی
به گفته مورخ ویلیام ارل ویکس، «مونرو یک استراتژی جامع را با هدف گسترش اتحادیه در خارج و در عین حال تحکیم آن در داخل ایجاد کرد.» او تجارت را گسترش داد و روابط با بریتانیای کبیر را آرام کرد و در عین حال ایالات متحده را به هزینه امپراتوری اسپانیا گسترش داد، که از آنجا فلوریدا و به رسمیت شناختن مرز در سراسر قاره را به دست آورد. در مواجهه با فروپاشی اجماع توسعه طلبان بر سر مسئله برده داری، رئیس‌جمهور تلاش کرد تضمین‌هایی را به شمال و جنوب ارائه دهد که توسعه آینده توازن قدرت بین دولت‌های برده و آزاد را مختل نخواهد کرد، سیستمی که به گفته ویکس، در واقع این کار را انجام داد. اجازه می‌دهد تا توسعه آمریکا برای بهترین چهار دهه ادامه یابد.

#### معاهده‌ها با انگلیس و روسیه
مونرو پس از به قدرت رسیدن، روابط گرم تری را با بریتانیا در پی جنگ ۱۸۱۲ دنبال کرد. در سال ۱۸۱۷، ایالات متحده و بریتانیا پیمان راش-باگوت را امضا کردند که جنگ‌افرازهای دریایی در دریاچه‌های بزرگ و دریاچه چمپلین را تنظیم می‌کرد و مرز بین ایالات متحده و آمریکای شمالی بریتانیا را غیرنظامی کرد. معاهده ۱۸۱۸، همچنین با بریتانیای کبیر، در ۲۰ اکتبر ۱۸۱۸ منعقد شد و مرز کنونی کانادا و ایالات متحده از مینه‌سوتا تا کوه‌های راکی را در مدار ۴۹ تعیین کرد. این توافقنامه همچنین یک اشغال مشترک ایالات متحده و بریتانیا از کشور اورگان را برای ده سال آینده ایجاد کرد. اگرچه آنها همه مسائل برجسته بین ایالات متحده و بریتانیا را حل نکردند، این معاهده‌ها اجازه تجارت بیشتر بین ایالات متحده و امپراتوری بریتانیا را داد و به جلوگیری از یک مسابقه تسلیحاتی دریایی گران‌قیمت در دریاچه‌های بزرگ کمک کرد. در شمال غربی اقیانوس آرام، ادعاهای ارضی آمریکا با ادعاهای روسیه تزاری، که پست‌های تجاری تا جنوب خلیج سانفرانسیسکو داشت، و ادعاهای بریتانیای کبیر در تضاد بود. این وضعیت در پاییز ۱۸۲۱ تشدید شد، زمانی که سنت پترزبورگ دریای ساحلی اقیانوس آرام آمریکا را در شمال عرض جغرافیایی ۵۱ درجه به روی کشتی‌های خارجی در یک منطقه ۱۰۰ مایلی بست، بنابراین ادعای ارضی خود را چهار درجه عرض جغرافیایی به سمت جنوب تغییر داد. در اواخر دوره دوم ریاست جمهوری مونرو، ایالات متحده معاهده روسیه و آمریکا در سال ۱۸۲۴ را با امپراتوری روسیه منعقد کرد که در آن حد جنوبی حاکمیت روسیه در سواحل اقیانوس آرام آمریکای شمالی در ۵۴ درجه و ۴۰ دقیقه موازی (نوک جنوبی آلاسکا فعلی) تعیین شد.

#### خرید فلوریدا

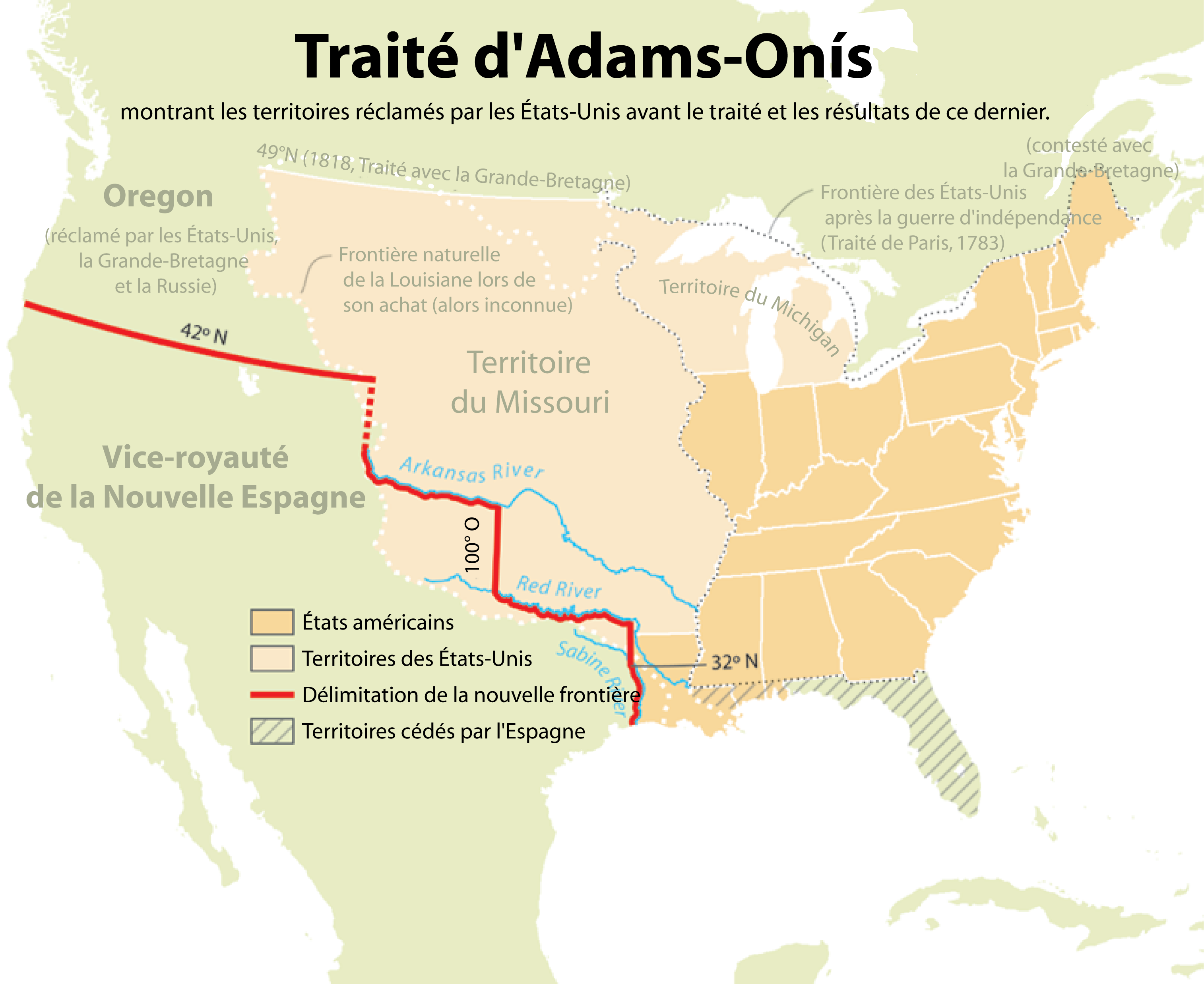
نقشه ای که نتایج معاهده فلوریدا ۱۸۱۹ را نشان می‌دهد

در اکتبر ۱۸۱۷، کابینه ایالات متحده چندین جلسه طولانی برای رسیدگی به اعلامیه‌های استقلال مستعمرات سابق اسپانیا در آمریکای جنوبی و افزایش دزدی دریایی، به ویژه از جزیره آملیا برگزار کرد. دزدی دریایی در مرز جنوبی با فلوریدا توسط قاچاقچیان، تاجران برده و افراد خصوصی که از مستعمرات اسپانیایی که کشور مادر کنترل خود را از دست داده بود، فرار کرده بودند، تشدید شد. اسپانیا مدتها تلاش‌های مکرر آمریکا برای خرید فلوریدا را رد کرده بود. با این حال، در سال ۱۸۱۸، وضعیت نگران کننده استعماری اسپانیا، واگذاری فلوریدا را منطقی کرد. اسپانیا از جنگ شبه‌جزیره در اروپا خسته شده بود و نیاز به بازسازی اعتبار و حضور خود در مستعمرات داشت. انقلابیون در آمریکای مرکزی و آمریکای جنوبی شروع به درخواست استقلال کردند. اسپانیا تمایلی به سرمایه‌گذاری بیشتر در فلوریدا که توسط مهاجران آمریکایی مورد تجاوز قرار گرفته بود، نداشت و نگران مرز بین اسپانیای نو و ایالات متحده بود. تنها با حضور نظامی جزئی در فلوریدا، اسپانیا قادر به مهار جنگجویان سمینول که به‌طور معمول از مرز عبور می‌کردند و به دهکده‌ها و مزارع آمریکایی یورش می‌بردند، و همچنین از پناهندگان برده جنوبی در برابر برده داران و تاجران جنوب ایالات متحده محافظت نمی‌کرد. مردم سمینول همچنین پناهگاهی برای بردگان فراری فراهم می‌کردند، بردگانی که ایالات متحده می‌خواست آنها را بازگرداند.
در پاسخ به حملات سمینول و کمک آنها به بردگان فراری، مونرو دستور داد یک اکسپدیشن نظامی به فلوریدا اسپانیا رفته و به سمینول‌ها حمله کند. در این اکسپدیشن به رهبری اندرو جکسون، ارتش ایالات متحده بسیاری از مردم سمینول را از خانه‌هایشان آواره کرد و شهرها را به آتش کشید. جکسون همچنین پایتخت قلمرو اسپانیا پنساکولا را تصرف کرد. با تسخیر پنساکولا، جکسون عملاً کنترل آمریکا را بر کل قلمرو برقرار کرد. در حالی که مونرو از اقدامات جکسون حمایت می‌کرد، بسیاری در کنگره به شدت از آنچه به عنوان یک جنگ اعلام نشده می‌دیدند انتقاد کردند. با حمایت آدامز وزیر امور خارجه، مونرو از جکسون در برابر انتقادات داخلی و بین‌المللی دفاع کرد و ایالات متحده مذاکره با اسپانیا را آغاز کرد. مونرو بعداً در نامه‌ای از آدامز به سفیر اسپانیا، لوئیس دی اونیس، موضع رسمی دولت را تثبیت کرد، و او بر این اساس با حذف همه توجیه‌های اعمال جکسون، آن را ویرایش کرد. او همچنین تأکید کرد که اگرچه جکسون از دستورها ی خود حدشکنی کرده است، اما بر اساس اطلاعات ناشناخته قبلی در صحنه جنگ به ارزیابی جدیدی از وضعیت رسیده است.
اسپانیا در تمام مستعمرات خود در آمریکا با شورش روبرو شد و نه توانست فلوریدا را اداره کند و نه از آن دفاع کند. در ۲۲ فوریه ۱۸۱۹، اسپانیا و ایالات متحده معاهده فلوریدا را امضا کردند که فلوریداها را در ازای ادعای ایالات متحده در مورد ادعای شهروندان آمریکایی علیه اسپانیا به مبلغی بیش از ۵٬۰۰۰٬۰۰۰ دلار (حدود ۱۴۱ میلیون دلار در سال ۲۰۲۳) واگذار کرد). این معاهده همچنین حاوی تعریفی از مرز بین تصرف کنندگان اسپانیایی و آمریکایی در قاره آمریکای شمالی بود. از دهانه رودخانه سابین شروع می‌شد، خط در امتداد آن رودخانه تا مدار ۳۲، سپس به سمت شمال به رود رد استوور، که تا نصف النهار ۱۰۰ دنبال می‌شد، از سمت شمال به رود آرکانزاس، و در امتداد آن رودخانه تا سرچشمه می‌رفت. سپس شمال به مدار ۴۲، که آن را به اقیانوس آرام دنبال کرد. ایالات متحده از تمام ادعاهای غرب و جنوب این مرز چشم پوشی کرد (تگزاس، نیومکزیکو، آریزونا، کالیفرنیا، کلرادو، یوتا، نوادا)، بنابراین اسپانیا هر عنوانی را که داشت به شمال غربی (کشور اورگان) تسلیم کرد.

#### جنگ‌های استقلال آمریکای جنوبی
در سال ۱۸۱۰، جنگ‌های استقلال آمریکای جنوبی با الهام از جنگ‌های انقلاب آمریکا و فرانسه آغاز شد، اما دولت مدیسون و همچنین شخص مونرو در اولین دوره ریاست جمهوری‌اش، درگیری‌ها را به عنوان جنگ داخلی تلقی کردند و ایالات متحده را بی‌طرف نگه داشتند. مونرو عمیقاً با جنبش‌های انقلابی علیه اسپانیا همدردی می‌کرد و مصمم بود که ایالات متحده هرگز نباید سیاست‌های دولت واشینگتن را در طول انقلاب فرانسه تکرار کند، زمانی که ملت نتوانسته بود همدردی خود را با آرمان‌های مردمی که به دنبال ایجاد جمهوری‌خواهی هستند نشان دهد. او مداخله نظامی در امور آمریکای لاتین را در نظر نداشت، بلکه فقط ارائه حمایت معنوی را مد نظر داشت، زیرا معتقد بود که مداخله مستقیم آمریکا سایر قدرت‌های اروپایی را برای کمک به اسپانیا تحریک می‌کند. مونرو در ابتدا از به رسمیت شناختن دولت‌های آمریکای لاتین به دلیل مذاکرات مداوم با اسپانیا بر سر فلوریدا خودداری کرد.
جمهوری‌های آمریکای جنوبی پس از اعلام استقلال خود، به سرعت نمایندگانی را برای به رسمیت شناختن دیپلماتیک و روابط اقتصادی و تجاری به واشینگتن فرستادند. در سال ۱۸۱۸، مونرو به نماینده استان‌های متحد ریو د لا پلاتا اطمینان داد که نگرش وی «بی‌طرفی بی طرفانه» است، اگرچه جمهوری‌های جوان از نظر دیپلماتیک به رسمیت شناخته نمی‌شوند، اما از مزایای یک کشور مستقل در روابط اقتصادی، تجاری و دیپلماتیک با یکدیگر برخوردار بودند. پس از اینکه اسپانیا و آمریکا در فوریه ۱۸۲۱ معاهده فلوریدا را به‌طور کامل تصویب کردند و یک دولت لیبرال در مادرید به قدرت رسید، مونرو رسماً کشورهای آرژانتین، پرو، کلمبیا، شیلی و مکزیک را به رسمیت شناخت. آدامز، وزیر امور خارجه، تحت نظارت مونرو، دستورالعمل‌های وزیران را به این کشورهای جدید نوشت. آنها اعلام کردند که سیاست ایالات متحده حمایت از نهادهای جمهوری‌خواه و جستجوی معاهدات بازرگانی بر مبنای مطلوب‌ترین ملت‌ها است. ایالات متحده از کنگره‌های بین‌آمریکایی که به توسعه نهادهای اقتصادی و سیاسی اختصاص دارد، حمایت می‌کند که اساساً با آن‌هایی که در اروپا غالب هستند متفاوت است. مونرو افتخار می‌کرد زیرا ایالات متحده اولین کشوری بود که به رسمیت شناخت و نمونه ای برای بقیه جهان برای حمایت از «آزادی و انسانیت» بود.

#### دکترین مونرو

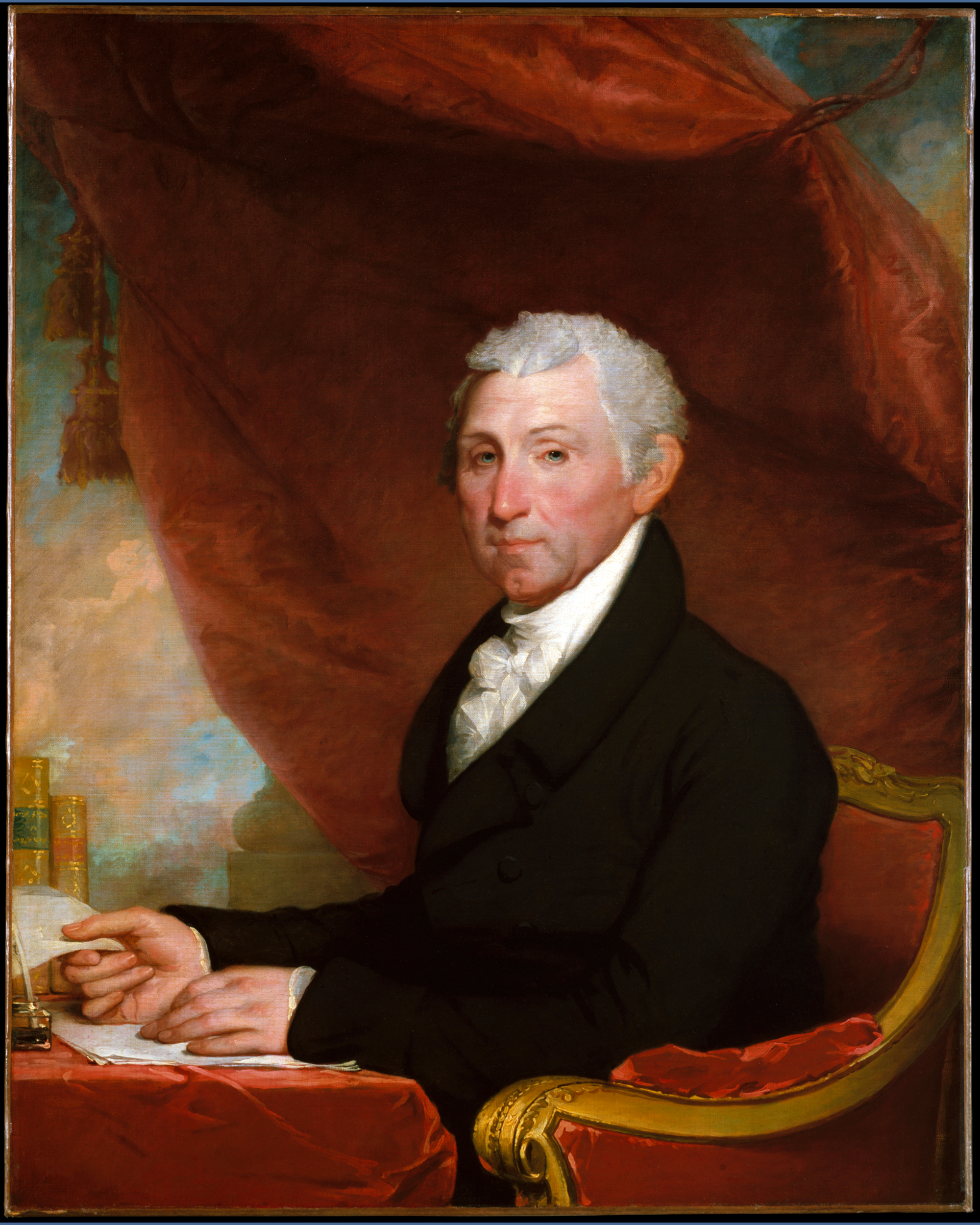
پرتره پرزیدنت مونرو توسط گیلبرت استوارت، ۱۸۲۰–۱۸۲۲

در ژانویه ۱۸۲۱، آدامز برای اولین بار این ایده را بیان کرد که قاره دوگانه آمریکا باید به روی استعمار بیشتر توسط قدرت‌های خارجی بسته شود. این ایده که بعداً توسط مونرو پذیرفته شد، تحت تأثیر قرارداد فلوریدا و مذاکرات بر سر اختلافات مرزی در کشور اورگان قرار گرفت. آدامز تأکید کرد که استعمار بیشتر آمریکا به جز کانادا باید در دست خود آمریکایی‌ها باشد. این بعدها به یک اصل در دولت مونرو تبدیل شد. پس از پایان انقلاب اسپانیا در سال ۱۸۲۰ توسط فرانسه، وزیر جنگ کلهون و وزیر امور خارجه بریتانیا جورج کنینگ به مونرو هشدار دادند که ممکن است قدرت‌های اروپایی قصد مداخله در آمریکای جنوبی را داشته باشند و فشار بر او برای صحبت در مورد آینده نیمکره غربی افزایش یابد.
به نوبه خود، بریتانیا نیز علاقه شدیدی به اطمینان از نابودی استعمار اسپانیا، با تمام محدودیت‌های تجاری اعمال شده توسط مرکانتیلیسم داشت. در اکتبر ۱۸۲۳، ریچارد راش، وزیر آمریکایی در لندن، با کنینگ مکاتبه کرد تا موضع مشترکی در مورد مداخله احتمالی فرانسه در آمریکای جنوبی ایجاد کند. هنگامی که در اواسط اکتبر ۱۸۲۳ این نامه نگاری به مونرو ارائه شد، که هیچ نتیجه ملموسی به همراه نداشت، اولین واکنش او پذیرش پیشنهاد بریتانیا بود. آدامز به شدت با همکاری با بریتانیای کبیر مخالفت کرد و ادعا کرد که بیانیه ماهیت دوجانبه می‌تواند توسعه ایالات متحده را در آینده محدود کند. او همچنین استدلال کرد که بریتانیایی‌ها متعهد به رسمیت شناختن جمهوری‌های آمریکای لاتین نیستند و باید انگیزه‌های امپریالیستی داشته باشند.
دو ماه بعد، بیانیه دوجانبه پیشنهادی بریتانیا به بیانیه ای یک جانبه از سوی ایالات متحده تبدیل شد. در حالی که مونرو فکر می‌کرد که بعید است اسپانیا به تنهایی امپراتوری استعماری خود را دوباره برقرار کند، او می‌ترسید که فرانسه یا اتحاد مقدس به دنبال ایجاد کنترل بر متصرفات سابق اسپانیا باشند. در ۲ دسامبر ۱۸۲۳، مونرو در پیام سالانه خود به کنگره آنچه را که به دکترین مونرو معروف شد، بیان کرد. او ابتدا سیاست سنتی بی‌طرفی ایالات متحده را در رابطه با جنگ‌ها و درگیری‌های اروپایی تکرار کرد. او سپس اعلام کرد که ایالات متحده استعمار مجدد هیچ کشوری توسط ارباب اروپایی سابق خود را نخواهد پذیرفت، اگرچه او همچنین اذعان کرد که در مستعمرات موجود اروپایی در قاره آمریکا مداخله نمی‌کند. در نهایت، او اظهار داشت که کشورهای اروپایی دیگر نباید نیمکره غربی را برای استعمار جدید باز بدانند، حمله ای که عمدتاً روسیه را هدف قرار می‌دهد، که در تلاش برای گسترش مستعمره خود در ساحل شمالی اقیانوس آرام بود.

### سیاست داخلی

#### سازش میزوری
در دوره بین ۱۸۱۷ و ۱۸۱۹، می‌سی‌سی‌پی، ایلینوی، و آلاباما به عنوان ایالت‌های جدید به رسمیت شناخته شدند. این گسترش سریع منجر به شکاف اقتصادی فزاینده بین مناطق و تغییر قدرت در کنگره به ضرر ایالت‌های جنوبی شد که اقتصاد مزرعه ای خود را که وابسته به برده داری بود، به‌طور فزاینده ای در معرض تهدید می‌دانستند. در فوریه ۱۸۱۹، لایحه ای برای توانمند ساختن مردم منطقه میسوری برای پیش نویس قانون اساسی و تشکیل یک دولت مقدماتی برای ورود به اتحادیه به مجلس نمایندگان ارائه شد. در طول این اقدامات، نماینده کنگره، جیمز تالمج، جونیور از نیویورک، با ارائه اصلاحیه تالمج، که ورود بیشتر بردگان به میسوری را ممنوع می‌کرد و همه فرزندان برده آینده را ملزم می‌کرد، بمبی را به عصر احساسات خوب پرتاب کرد. والدین در آن باید در سن بیست و پنج سالگی آزاد باشند. پس از سه روز بحث کینه توزانه و گاه تلخ، این لایحه با اصلاحات تالمج به تصویب رسید. این اقدام سپس به مجلس سنا رفت، که هر دو اصلاحیه را رد کرد. یک کمیته کنفرانس مجلس و سنا ثابت کرد که قادر به حل اختلافات در مورد این لایحه نیست، و بنابراین کل اقدام شکست خورد.
در جلسه بعدی، مجلس لایحه مشابهی را با اصلاحیه ای تصویب کرد که در ۲۶ ژانویه ۱۸۲۰ توسط جان دبلیو. تیلور از نیویورک ارائه شد و به میسوری به عنوان یک ایالت برده اجازه ورود به اتحادیه را داد. در ابتدا، مونرو با هرگونه مصالحه ای که شامل محدودیت در گسترش برده داری در قلمروهای فدرال بود، مخالفت کرد. این سؤال با پذیرش در ماه دسامبر آلاباما، یک ایالت برده، پیچیده شده بود که تعداد ایالت‌های برده و آزاد را برابر می‌کرد. علاوه بر این، لایحه ای در مجلس (۳ ژانویه ۱۸۲۰) برای پذیرش مین به عنوان یک ایالت آزاد وجود داشت. در این طرح، که توسط مونرو تأیید شد، ایالت مین به گروگان برده‌داری در میسوری خواهد بود. در فوریه ۱۸۲۰، سنا لایحه ای را برای پذیرش مین با اصلاحیه ای تصویب کرد که به مردم میسوری امکان می‌داد قانون اساسی ایالتی را تشکیل دهند. قبل از اینکه این لایحه به مجلس بازگردانده شود، اصلاحیه دوم به پیشنهاد جسی بی. توماس از ایلینوی به تصویب رسید که بردگی را از قلمرو لوئیزیانا در شمال مدار ۳۶ درجه و ۳۰ دقیقه شمالی (مرز جنوبی میسوری) مستثنی کرد، به جز در داخل. محدودیت‌های ایالت پیشنهادی میسوری سپس مجلس این لایحه را با اصلاح سنا تصویب کرد. اگرچه مونرو به شدت مخالف هرگونه مصالحه ای بود که برده داری را در هر جایی محدود می‌کرد، اما او با اکراه سازش را به قانون امضا کرد (۶ مارس ۱۸۲۰) تنها به این دلیل که معتقد بود بدترین جایگزین برای برده داران جنوبی است. این قانون تصویب شد و به «مصالحه میسوری» معروف شد که به‌طور موقت مسئله برده داری در مناطق را حل کرد. نقش رهبری ریاست جمهوری مونرو در تهیه پیش نویس سازش میسوری مورد مناقشه است. وی به موضوع شرایط پذیرش بیشتر از منظر سیاسی می‌نگریست و هیئت دولت را در این خصوص تشکیل نداد.

#### بهبودهای داخلی

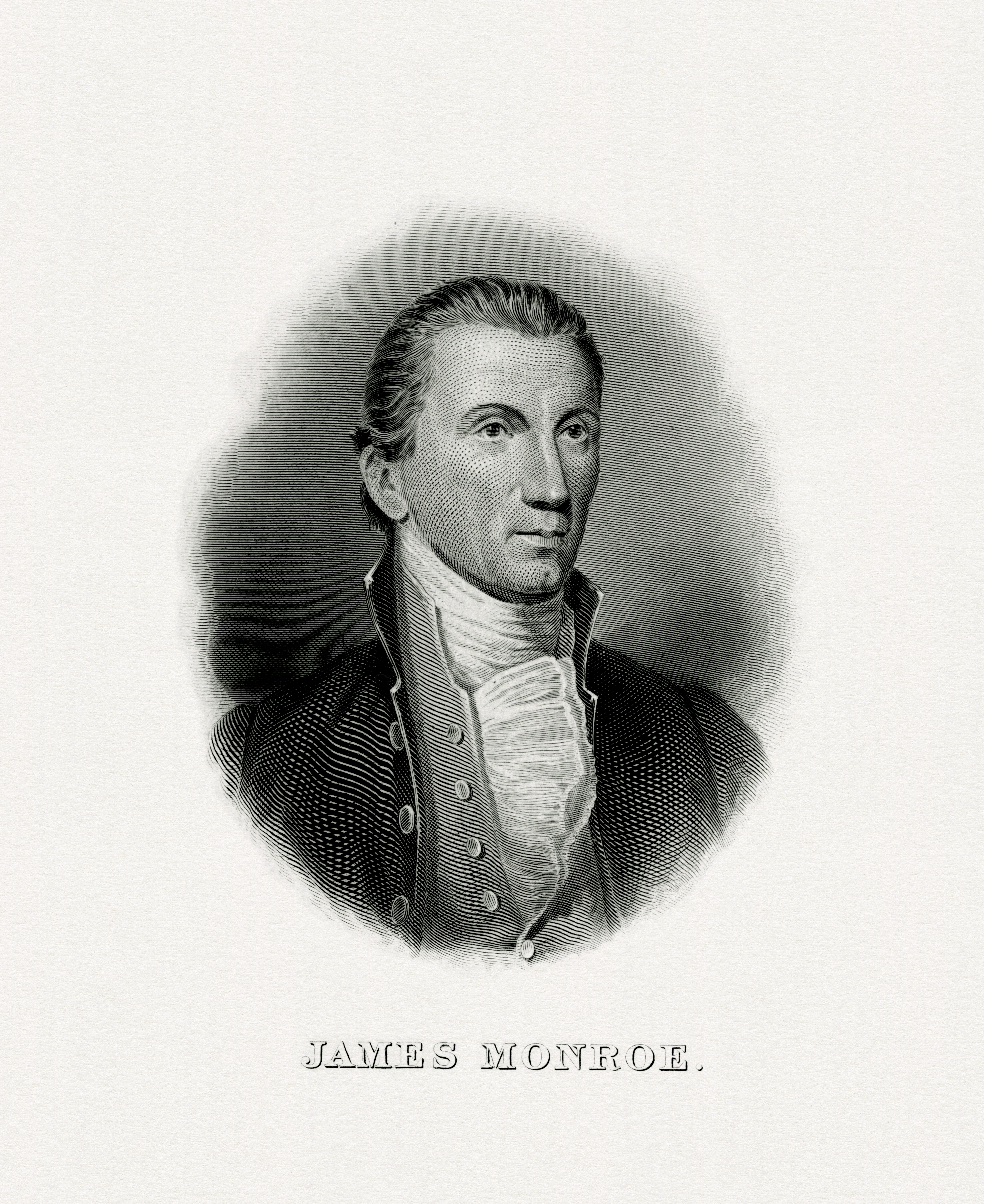
اداره حکاکی و چاپ (BEP) پرتره حکاکی شده از مونرو به عنوان رئیس‌جمهور

همان‌طور که ایالات متحده به رشد خود ادامه داد، بسیاری از آمریکایی‌ها از سیستم بهبودهای داخلی برای کمک به توسعه کشور حمایت کردند. کمک‌های فدرال برای چنین پروژه‌هایی به آرامی و به‌طور تصادفی تکامل یافت - محصول جناح‌های جنجالی کنگره و یک قوه مجریه که عموماً به جلوگیری از دخالت‌های فدرال غیرقانونی در امور ایالتی توجه داشت. مونرو معتقد بود که ملت جوان به یک زیرساخت بهبود یافته، از جمله شبکه حمل و نقل برای رشد و شکوفایی اقتصادی نیاز دارد، اما فکر نمی‌کرد که قانون اساسی کنگره را مجاز به ساخت، نگهداری و راه اندازی یک سیستم حمل و نقل ملی می‌کند، مونرو بارها از کنگره خواست تا اصلاحیه‌ای را تصویب کرد که به کنگره اجازه می‌داد تا بودجه بهبودهای داخلی را تأمین کند، اما کنگره هرگز به پیشنهاد او عمل نکرد، تا حدی به این دلیل که بسیاری از نمایندگان کنگره معتقد بودند که قانون اساسی در واقع تأمین مالی بهبودهای داخلی را مجاز می‌داند. در سال ۱۸۲۲، کنگره لایحه‌ای را تصویب کرد که بر اساس آن اخذ عوارض در جاده کامبرلند مجاز بود و از این عوارض برای تأمین مالی تعمیرات جاده استفاده می‌شد. مونرو با پایبندی به موضع اعلام شده در مورد بهبودهای داخلی، این لایحه را وتو کرد. مونرو در مقاله ای مفصل، دیدگاه‌های قانون اساسی خود را در مورد این موضوع بیان کرد. او اعتراف کرد که کنگره ممکن است پول تصاحب کند، اما ممکن است ساخت و ساز واقعی آثار ملی را بر عهده نگیرد و صلاحیت آنها را بر عهده نگیرد.
در سال ۱۸۲۴، دادگاه عالی در مورد Gibbons v. Ogden حکم داد که بند بازرگانی قانون اساسی به دولت فدرال این اختیار را می‌دهد که تجارت بین ایالتی را تنظیم کند. اندکی پس از آن، کنگره دو قانون مهم را تصویب کرد که با هم، آغازی برای دخالت مداوم دولت فدرال در کارهای عمرانی بود. قانون نظرسنجی عمومی به رئیس‌جمهور اجازه داد تا مسیرهای جاده‌ها و کانال‌ها را «از نظر تجاری یا نظامی یا برای حمل و نقل پست عمومی ضروری» بررسی کند. رئیس‌جمهور مسئولیت بررسی‌ها را به سپاه مهندسین ارتش واگذار کرد. قانون دوم که یک ماه بعد تصویب شد، ۷۵٬۰۰۰ دلار برای بهبود مسیریابی در رودخانه‌های اوهایو و می‌سی‌سی‌پی با حذف میله‌های شنی، گیره‌ها و سایر موانع اختصاص داد. متعاقباً، این قانون اصلاح شد تا رودخانه‌های دیگری مانند میزوری را نیز دربر گیرد. این کار نیز به سپاه مهندسین - تنها بدنه مهندسین آموزش دیده رسمی در جمهوری جدید و به عنوان بخشی از ارتش کوچک کشور که برای خدمت به خواسته‌های کنگره و قوه مجریه در دسترس است، داده شد.

#### وحشت ۱۸۱۹
در پایان اولین دوره ریاست جمهوری خود، مونرو با یک بحران اقتصادی به نام هراس ۱۸۱۹ مواجه شد که اولین رکود بزرگی بود که از زمان تصویب قانون اساسی در سال ۱۷۸۸ به کشور ضربه زد. این وحشت ناشی از کاهش واردات و صادرات، و کاهش قیمت‌های کشاورزی بود، زیرا بازارهای جهانی پس از جنگ ۱۸۱۲ و جنگ‌های ناپلئون با تولید و تجارت در زمان صلح مجدداً سازگار شدند. شدت رکود اقتصادی در ایالات متحده با سفته بازی بیش از حد در زمین‌های عمومی، که توسط انتشار بی بند و بار پول کاغذی از بانک‌ها و نگرانی‌های تجاری تقویت شد، تشدید شد. مونرو فاقد قدرت مداخله مستقیم در اقتصاد بود، زیرا بانک‌ها عمدتاً توسط ایالت‌ها تنظیم می‌شدند و او نمی‌توانست برای مهار بحران اقتصادی کاری انجام دهد. در نتیجه، کاهش‌هایی در بودجه دولتی در سال‌های بعد انجام می‌شد که عمدتاً بر بودجه دفاعی تأثیر می‌گذاشت، که رشد آن به بیش از ۳۵٪ از کل بودجه در سال ۱۸۱۸، جمهوری خواهان محافظه کار را شوکه کرده بود. برنامه استحکامات مونرو فعلاً بدون آسیب از کاهش‌ها جان سالم به در برد، در حالی که اندازه هدف ارتش دائمی از ۱۲۶۵۶ به ۶۰۰۰ در ماه مه ۱۸۱۹ کاهش یافت. سال بعد، بودجه برای تقویت و گسترش قلعه‌ها بیش از ۷۰ درصد کاهش یافت. تا سال ۱۸۲۱، بودجه دفاعی به ۵ میلیون دلار کاهش یافت، تقریباً نیمی از آنچه در سال ۱۸۱۸ بود.
قبل از شروع وحشت در سال ۱۸۱۹، برخی از رهبران تجاری از کنگره خواسته بودند تا نرخ تعرفه را برای رسیدگی به تراز منفی تجارت و کمک به صنایع در حال مبارزه افزایش دهد. با گسترش وحشت، مونرو از برگزاری جلسه ویژه کنگره برای رسیدگی به اقتصاد خودداری کرد. هنگامی که کنگره سرانجام در دسامبر ۱۸۱۹ تشکیل شد، مونرو درخواست افزایش تعرفه کرد اما از پیشنهاد نرخ‌های خاص خودداری کرد. کنگره تا تصویب تعرفه ۱۸۲۴ نرخ‌های تعرفه را افزایش نمی‌دهد. این وحشت منجر به بیکاری بالا و افزایش ورشکستگی‌ها و سلب مالکیت شد، و خشم مردم را علیه بانک‌ها و شرکت‌های تجاری برانگیخت.

### سیاست بومی آمریکا
مونرو اولین رئیس‌جمهوری بود که از غرب آمریکا بازدید کرد و مسئولیت بخش این منطقه را به وزیر جنگ کلهون سپرد. به منظور جلوگیری از حملات بی‌امان به سکونتگاه‌های بومیان آمریکا که با گسترش پیوسته پیشروی به سمت غرب همراه بود، او از تقسیم مناطق بین قلمروهای فدرال و کوه‌های راکی و اختصاص آنها به قبایل مختلف برای اسکان حمایت کرد. قرار بود هر ولسوالی دارای یک حکومت مدنی و یک سیستم مدرسه باشد. در یک سخنرانی در کنگره در ۳۰ مارس ۱۸۲۴، مونرو از اسکان بومیان آمریکایی ساکن در قلمرو ایالات متحده به سرزمین‌هایی فراتر از مرزهای غربی، جایی که می‌توانستند شیوه زندگی اجدادی خود را ادامه دهند، حمایت کرد. با این وجود، او نگرانی‌های جکسون و کلهون در مورد کشورهای مستقل هند را به اشتراک می‌گذاشت و معتقد بود که آنها مانعی بر سر راه توسعه آینده غرب هستند. او نیز مانند واشینگتن و جفرسون، مایل بود که بومیان را با مزایای فرهنگ آمریکایی و تمدن غربی به نفع خود و همچنین نجات آنها از انقراض معرفی کند.

### انتخابات ۱۸۲۰
مونرو زودتر نامزدی خود را برای دور دوم اعلام کرد. در کنگره جمهوری خواهان در ۸ آوریل ۱۸۲۰، ۴۰ عضو به اتفاق آرا تصمیم گرفتند نامزد مخالف مونرو را معرفی نکنند. فروپاشی فدرالیست‌ها باعث شد که مونرو در پایان دوره اول ریاست‌جمهوری خود بدون مخالفت سازمان‌یافته‌ای باقی بماند، و او بدون مخالفت برای انتخاب مجدد نامزد شد. یک انتخاب کننده از نیوهمپشایر، ویلیام پلامر، به جان کویینسی آدامز رای داد و از رای وحدت رویه در کالج انتخاباتی جلوگیری کرد. او این کار را کرد زیرا فکر می‌کرد مونرو بی کفایت است. در اواخر قرن، این داستان مطرح شد که او رأی مخالف خود را به صندوق انداخته بود تا فقط جرج واشینگتن افتخار انتخاب یکپارچه را داشته باشد. پلامر هرگز در سخنرانی خود از واشینگتن در توضیح رای خود به دیگر انتخاب کنندگان نیوهمپشایر نام برد. علی‌رغم این حمایت گسترده در انتخابات ریاست‌جمهوری، مونرو حامیان وفادار کمی داشت و در نتیجه نفوذ کمی در هفدهمین کنگره منتخب ایالات متحده داشت.

## پس از ریاست جمهوری (۱۸۲۵–۱۸۳۱)

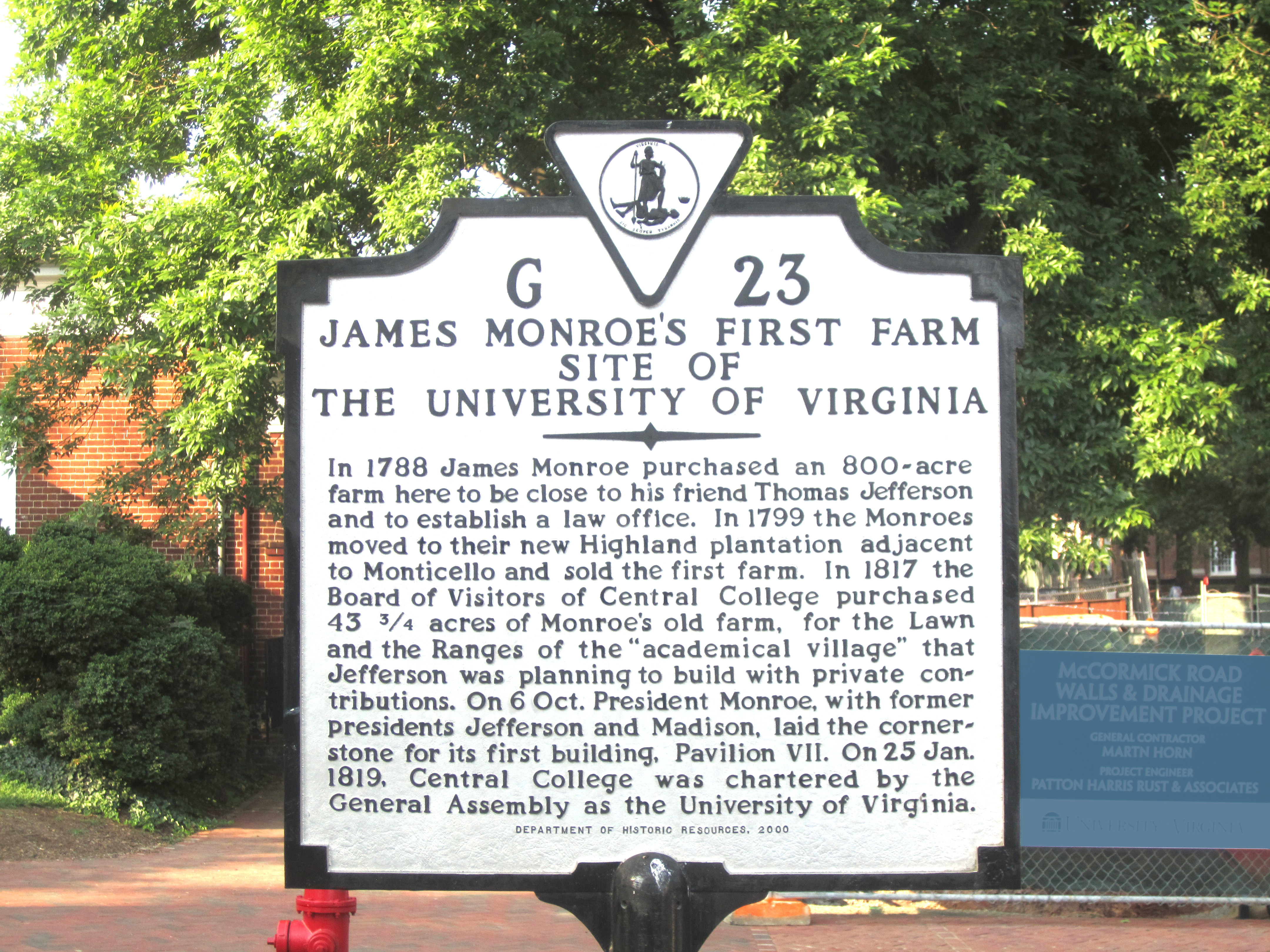
مونرو زمانی صاحب مزرعه ای در محل دانشگاه ویرجینیا در شارلوتزویل بود

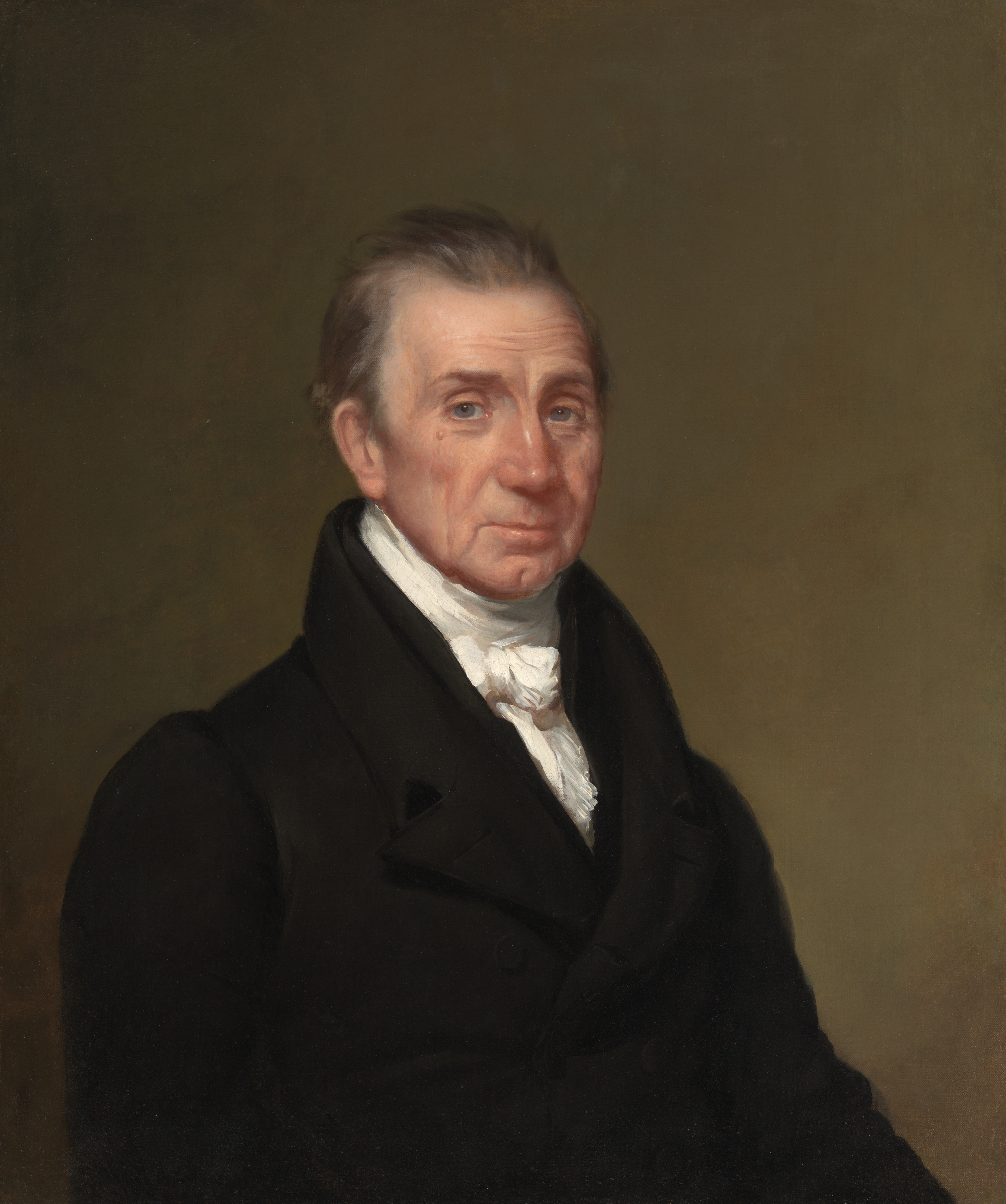
مونرو در پرتره ۱۸۲۹ توسط چستر هاردینگ

هنگامی که ریاست جمهوری او در ۴ مارس ۱۸۲۵ به پایان رسید، جیمز مونرو در مونرو هیل، جایی که اکنون در محوطه دانشگاه ویرجینیا گنجانده شده است، اقامت کرد. مونرو پنج سال اول بازنشستگی خود را در اقامتگاه اوک هیل در الدی، ویرجینیا گذراند. در اوت ۱۸۲۵، مونروها ژیلبر دو موتیه دو لافایت و رئیس‌جمهور جان کویینسی آدامز را به عنوان مهمان در آنجا پذیرفتند. او خود را وقف مطالعه کرد و کتابخانه خصوصی‌اش بیش از ۳۰۰۰ کتاب داشت که بیشتر آنها را در طول اقامتش در اروپا به دست آورده بود. مونرو کار بر روی کتاب تئوری سیاسی «مردم حاکمان» را آغاز کرد، که مقایسه‌ای از دولت ایالات متحده با جمهوری‌هایی است که قبلاً وجود داشته‌اند، با علل انحطاط و سقوط آنها. این کار به منظور برجسته کردن تفاوت بین دولت‌ها و مردم ایالات متحده و سایر کشورهای باستانی و مدرن طراحی شده است تا نشان دهد که برخی از مسائل که تأثیرات فاجعه بار در آنها ایجاد می‌کند در آمریکا وجود ندارد. در سال ۱۸۲۹، مونرو پس از شنیدن واکنش نامطلوب جورج هی به نسخه خطی، کار روی «مردم حاکمان» را رها کرد. هی به مونرو پیشنهاد کرد که زندگی‌نامه ای بنویسد که برای آیندگان جالب تر و ارزشمندتر باشد. مونرو که از این ایده خوشحال شده بود، شروع به کار روی یک زندگی‌نامه کرد، اما قبل از تکمیل آن درگذشت.
در دوران بازنشستگی، او با نگرانی‌های شدید مالی مواجه بود. به عنوان وزیر فرانسه در طول دهه ۱۷۹۰، او مجبور شد وام‌های خصوصی قابل توجهی را برای انجام وظایف نمایندگی و پروتکل دیپلماتیک به دلیل دستمزد متوسطش دریافت کند. در اوایل سال ۱۷۹۷، او از کنگره درخواست کمک هزینه کرده بود و از آن زمان بیهوده منتظر پرداخت بود. در آخرین روزهای قبل از تحویل به آدامز، مونرو به جفرسون و مدیسون نامه نوشت و از آنها خواست در صورت لزوم از او در ادعاهایش علیه کنگره حمایت کنند. او به دلیل نیاز مالی، مزرعه هایلند خود را به بانک دوم ایالات متحده فروخت. اکنون مالکیت آن متعلق به دانشگاه او، کالج ویلیام اند مری است که آن را به عنوان یک مکان تاریخی در معرض دید عموم قرار داده است. وی در تمام طول زندگی از ورشکستگی مالی برخوردار بود که به دلیل وضعیت نامناسب سلامتی همسرش این وضعیت را تشدید کرد.
مونرو تقریباً تا زمان مرگش در هیئت بازدیدکنندگان دانشگاه ویرجینیا در زمان جفرسون و رئیس دوم، جیمز مدیسون، هر دو رئیس‌جمهور سابق، خدمت کرد. مونرو قبلاً یکی از اعضای هیئت مدیره اصلی کالج مرکزی (سلف دانشگاه ویرجینیا) بود، اما خواسته‌های ریاست جمهوری مانع از ادامه فعالیت او به عنوان عضو هیئت مدیره شد. در امتحانات سالانه در ماه ژوئیه، او ریاست هیئت ممتحنین را بر عهده داشت. هنگامی که بی انضباطی قابل توجهی در بین دانش آموزان وجود داشت، مونرو در گزارشی در سال ۱۸۳۰ پیشنهاد کرد که تمرینات نظامی به برنامه درسی اضافه شود، اما مدیسون نپذیرفت.
اگرچه در سال ۱۸۲۸ به وضوح سن مشخص شده بود و به دلیل تصادف اسب به شدت آسیب دیده بود، مونرو به عنوان نماینده کنوانسیون قانون اساسی ویرجینیا ۱۸۲۹–۱۸۳۰ انتخاب شد. او یکی از چهار نماینده ای بود که از ناحیه سناتوری تشکیل شده از ناحیه محل سکونتش لودون و شهرستان فیرفکس انتخاب شدند. در اکتبر ۱۸۲۹، او توسط مجمع برای خدمت به عنوان افسر رئیس انتخاب شد، تا زمانی که سلامتی ناموفق او را مجبور به عقب‌نشینی در ۸ دسامبر کرد، پس از آن فیلیپ پی باربور از شهرستان اورنج به عنوان افسر رئیس انتخاب شد.

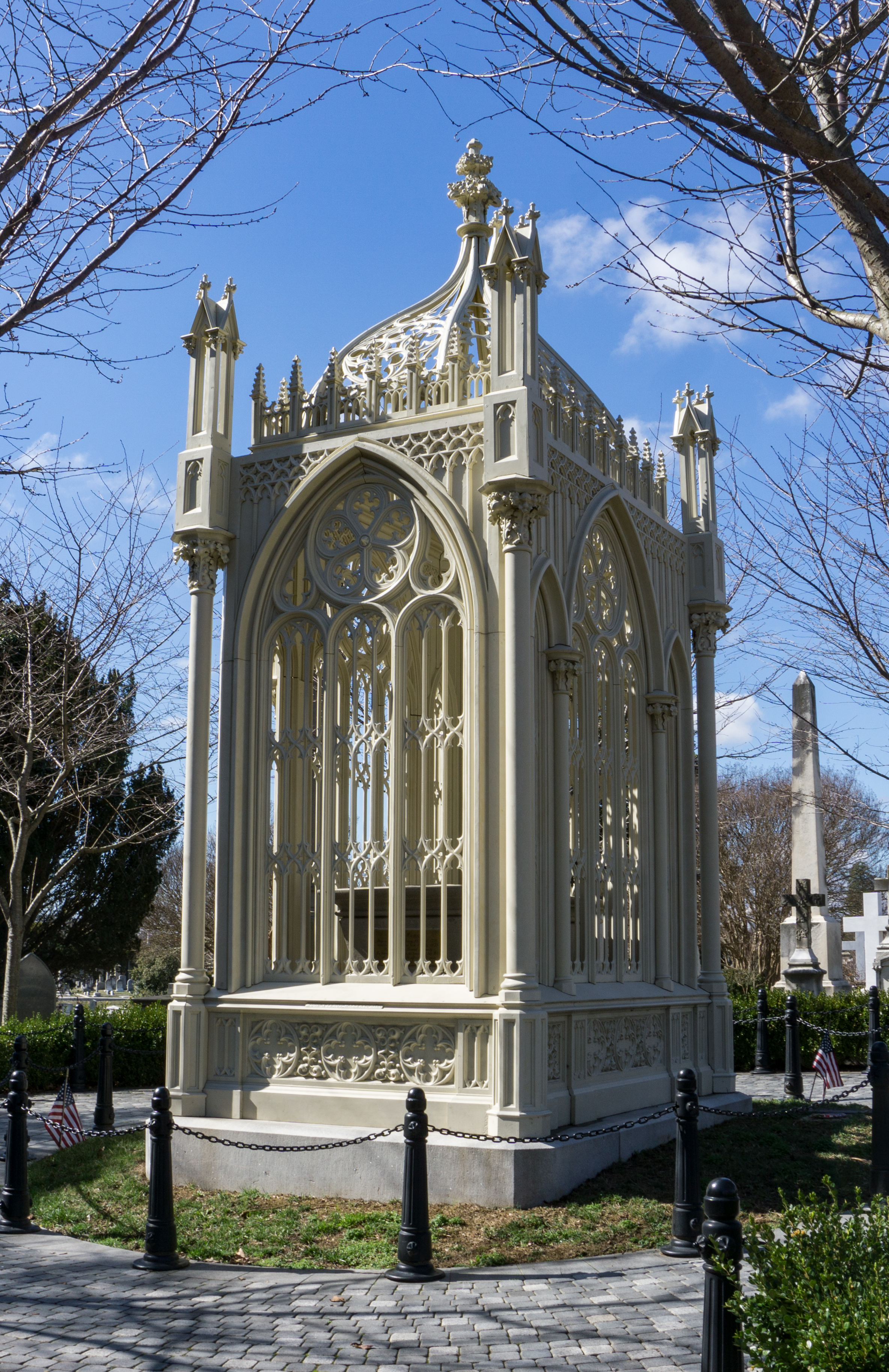
قبر مونرو در قبرستان هالیوود در ریچموند، ویرجینیا

اندکی قبل از مرگش، مونرو ضربه سختی خورد که داماد و مشاور نزدیکش جورج هی در ۲۱ سپتامبر ۱۸۳۰ درگذشت و همسرش الیزابت تنها دو روز بعد درگذشت. پس از مرگ الیزابت در سال ۱۸۳۰، مونرو به خیابان پرنس ۶۳ در لافایت پلیس در شهر نیویورک نقل مکان کرد تا با دخترش ماریا هستر مونرو گوورنور، که با ساموئل ال. گوورنور ازدواج کرده بود، زندگی کند. در ۴ ژوئیه ۱۸۳۱، مونرو در سن ۷۳ سالگی بر اثر نارسایی قلبی و سل درگذشت، بنابراین سومین رئیس‌جمهور شد که در روز استقلال درگذشت. مرگ او ۵۵ سال پس از اعلام اعلامیه استقلال ایالات متحده و پنج سال پس از مرگ جان آدامز و توماس جفرسون رخ داد. مونرو ابتدا در نیویورک در طاق خانواده گوورنور در گورستان مرمر شهر نیویورک به خاک سپرده شد. ۲۷ سال بعد، در سال ۱۸۵۸، جسد او دوباره در حلقه رئیس‌جمهور در قبرستان هالیوود در ریچموند، ویرجینیا به خاک سپرده شد. مقبره جیمز مونرو یک مکان تاریخی ملی ایالات متحده است.